# Bindeknoten

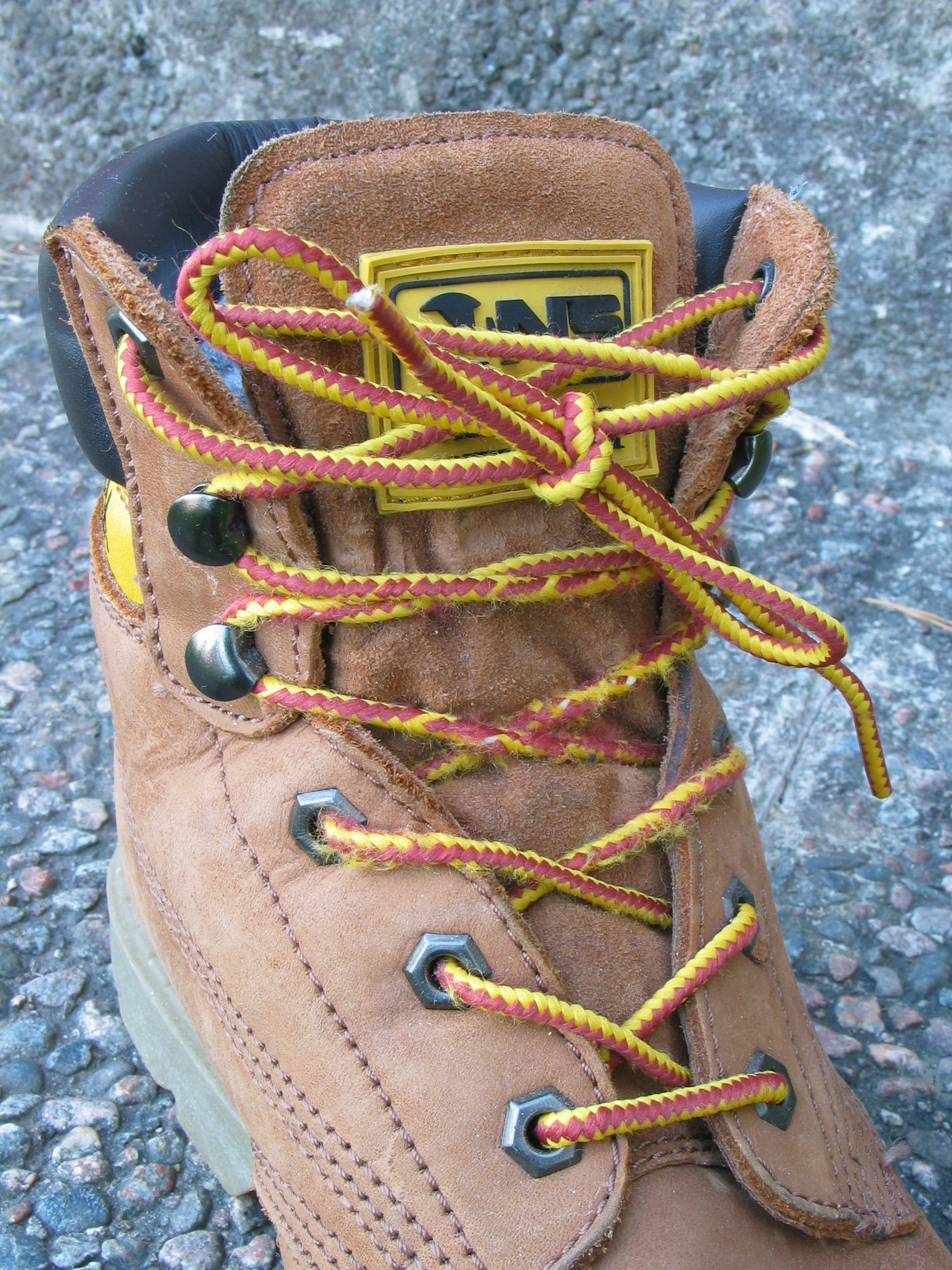
Der Schnürsenkelknoten ist wohl der bekannteste Bindeknoten

Ein Bindeknoten (oder auch Bändselknoten) ist ein Knoten, der verwendet wird, um einen Gegenstand oder mehrere lose Gegenstände zusammenzuschnüren.
Es gibt verschiedene Bändselknoten, einige halten durch die Reibung zwischen den Windungen der Schnur an Ort und Stelle und andere werden dadurch gehalten, dass die beiden Enden der Leine miteinander verknotet werden, z. B. mit einem Kreuzknoten.
Ein Bindeknoten unterscheidet sich von einem Verbindungsknoten wie bspw. dem Schotstek dadurch, dass er nicht allein zwei Seile oder Schnüre miteinander verbindet, sondern immer um ein oder mehrere Objekt geschlungen ist.

## Zwei Arten von Bindeknoten
Es gibt zwei Arten von Bindeknoten: solche, die ein- oder mehrmals um einen Gegenstand herumgeführt werden, wobei die beiden Seilenden zusammengebunden sind, und solche, die zwei- oder mehrmals um einen Gegenstand herumgeführt werden, wobei die Seilenden unter den Windungen verstaut sind.

### Ein- oder mehrmals um einen Gegenstand gebunden und die Seilenden zusammengeknüpft

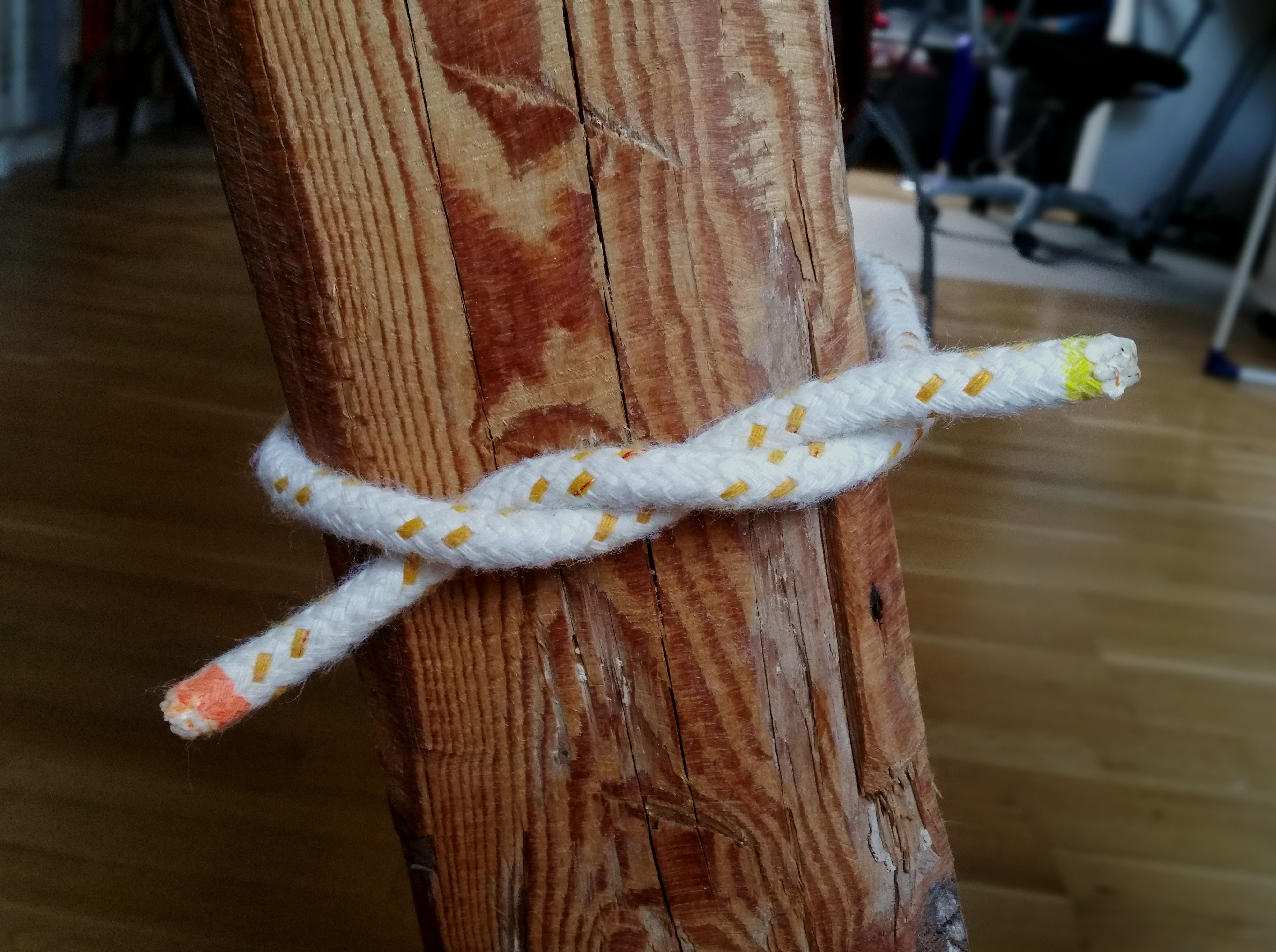
Halber Knoten, ein wichtiger Basisknoten zum Verschnüren. Der Halbe Knoten Rechts ist auch ein Zwei-Strang-Rechts-Kronenknoten.
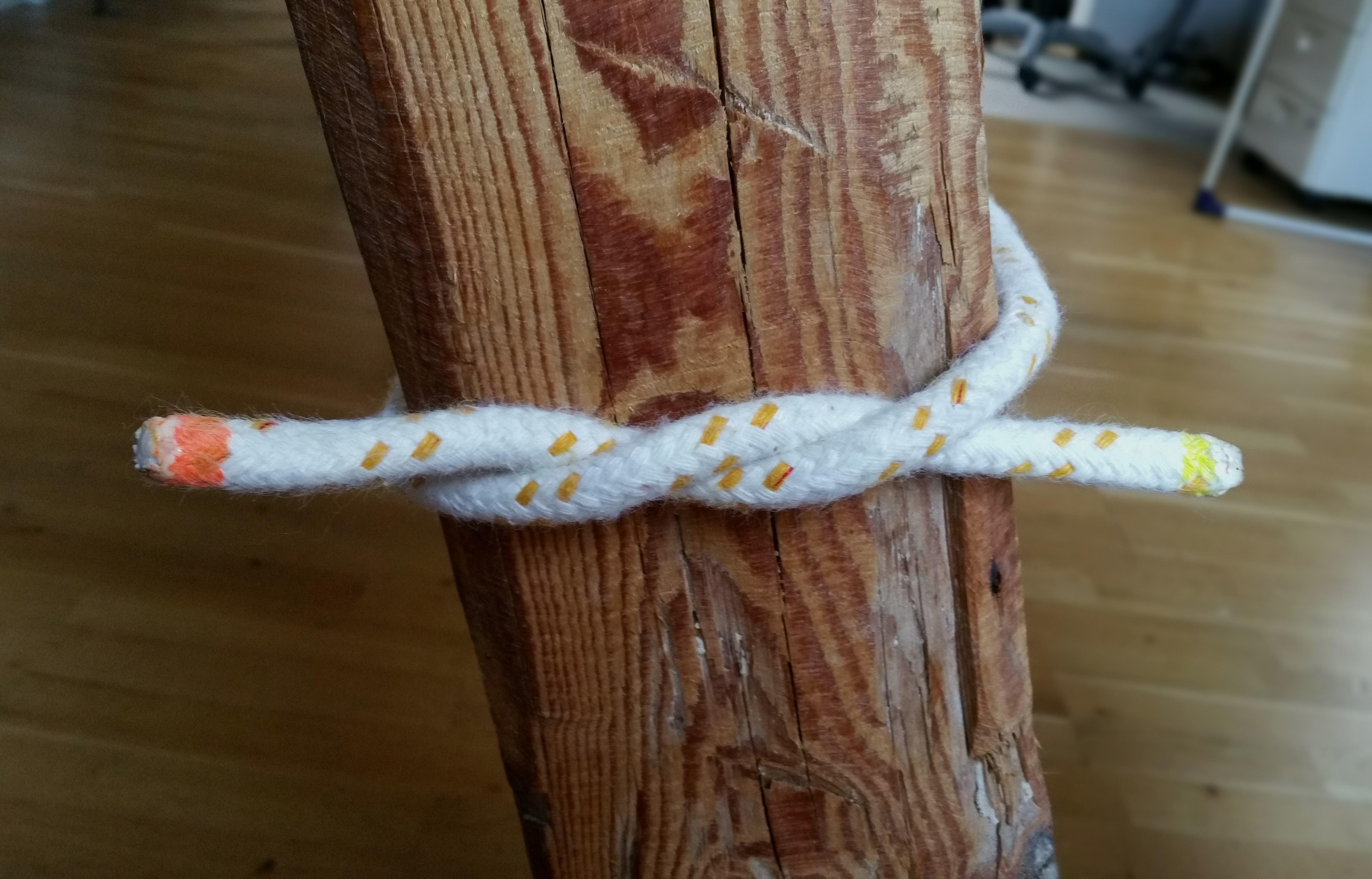
Der Halbe Knoten Links ist auch eine Zwei-Strang-Links-Krone.
Kreuzknoten, geknüpft aus zwei halben Knoten. Die halben Knoten liegen symmetrisch.
Altweiberknoten. Während beim Kreuzknoten die halben Knoten symmetrisch liegen, haben sie beim Altweiberknoten die gleiche Orientierung.
Diebesknoten. Während beim Kreuzknoten und beim Altweiberknoten die beiden losen Enden auf einer Seite liegen, liegen sie beim Diebesknoten diagonal gegenüber
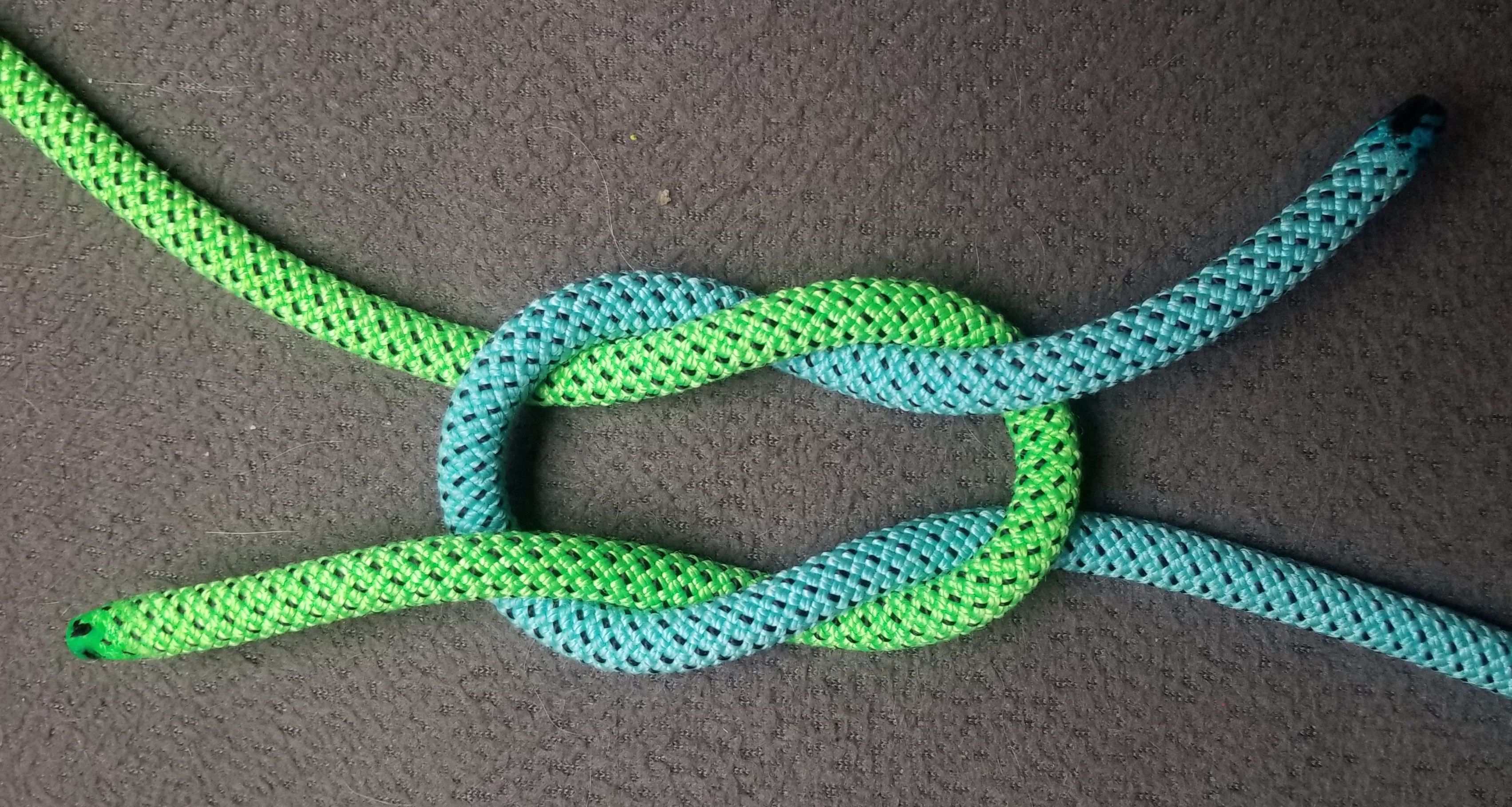
Der Kummerknoten vereint die Mängel des Altweiber- und Diebesknotens.
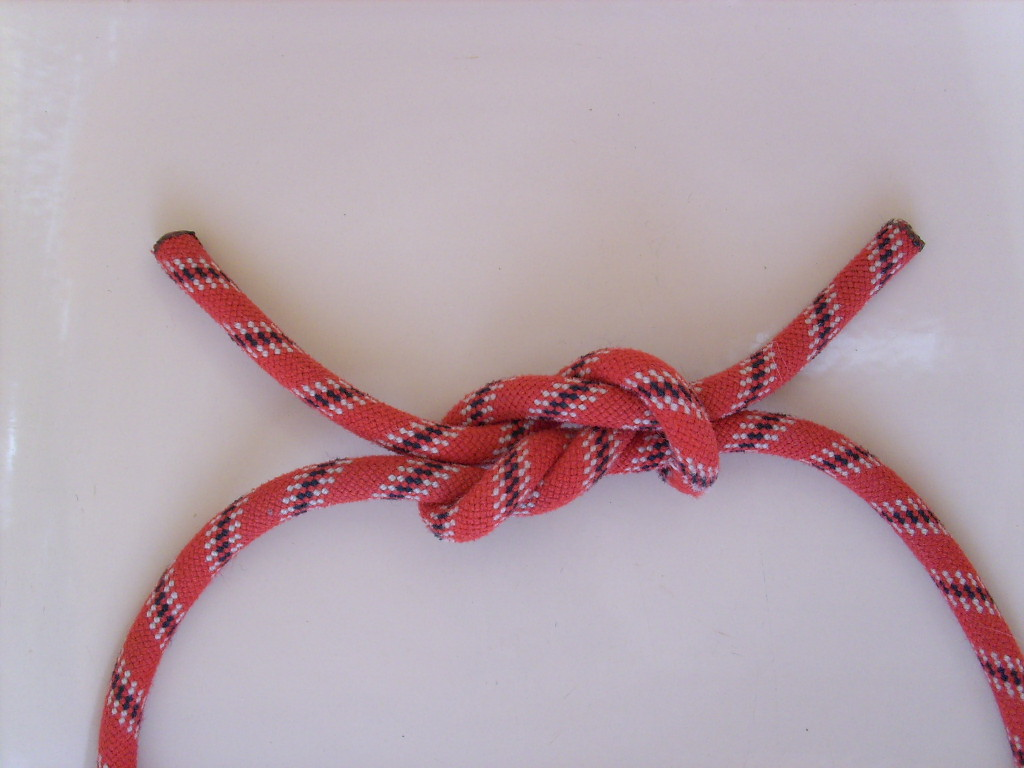
Chirurgenknoten
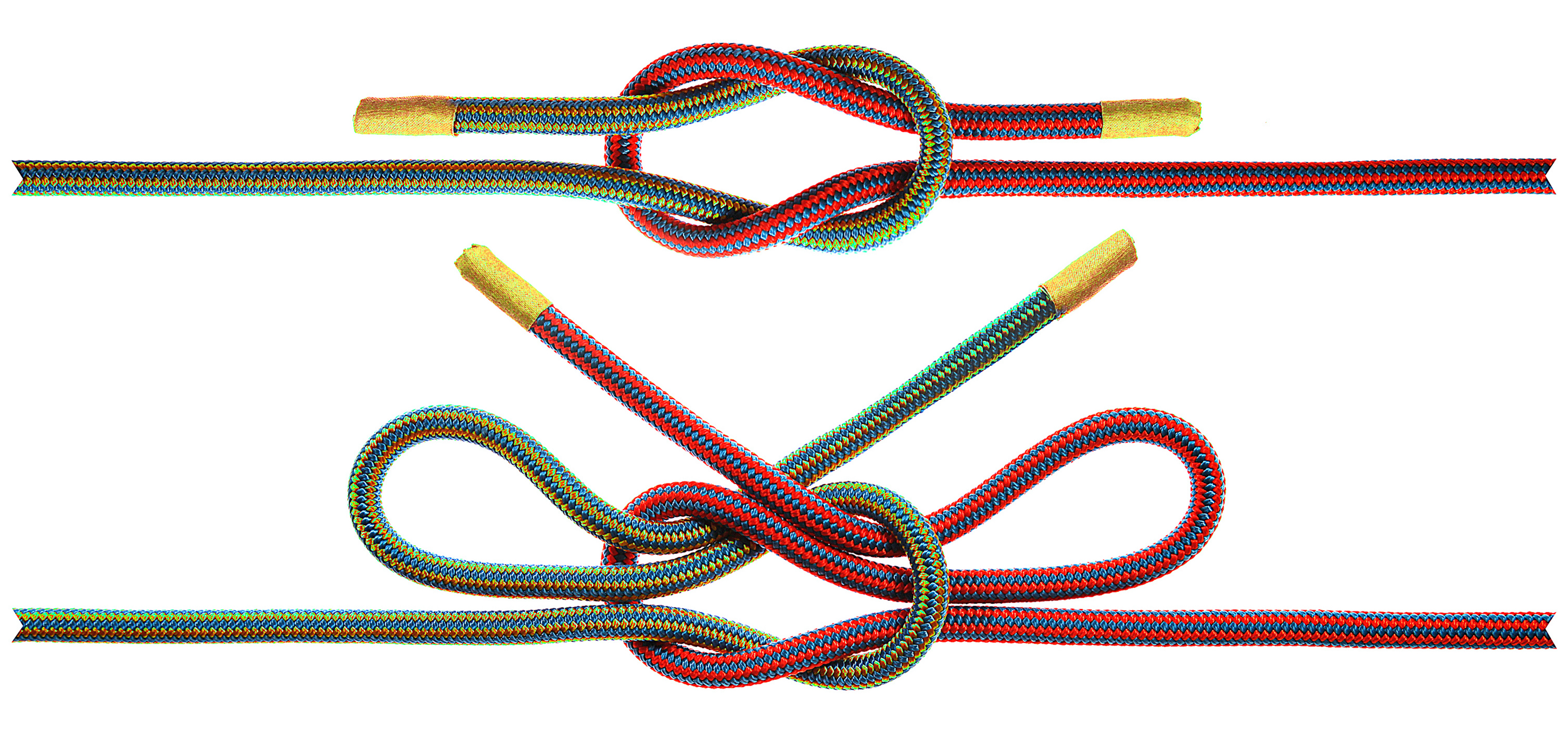
Oben: Kreuzknoten Unten: Schuhschleife. Der Unterschied liegt im zweiten Halben Knoten, der mit zwei Buchten (Schleifen) statt mit zwei Tampen gebunden wird.
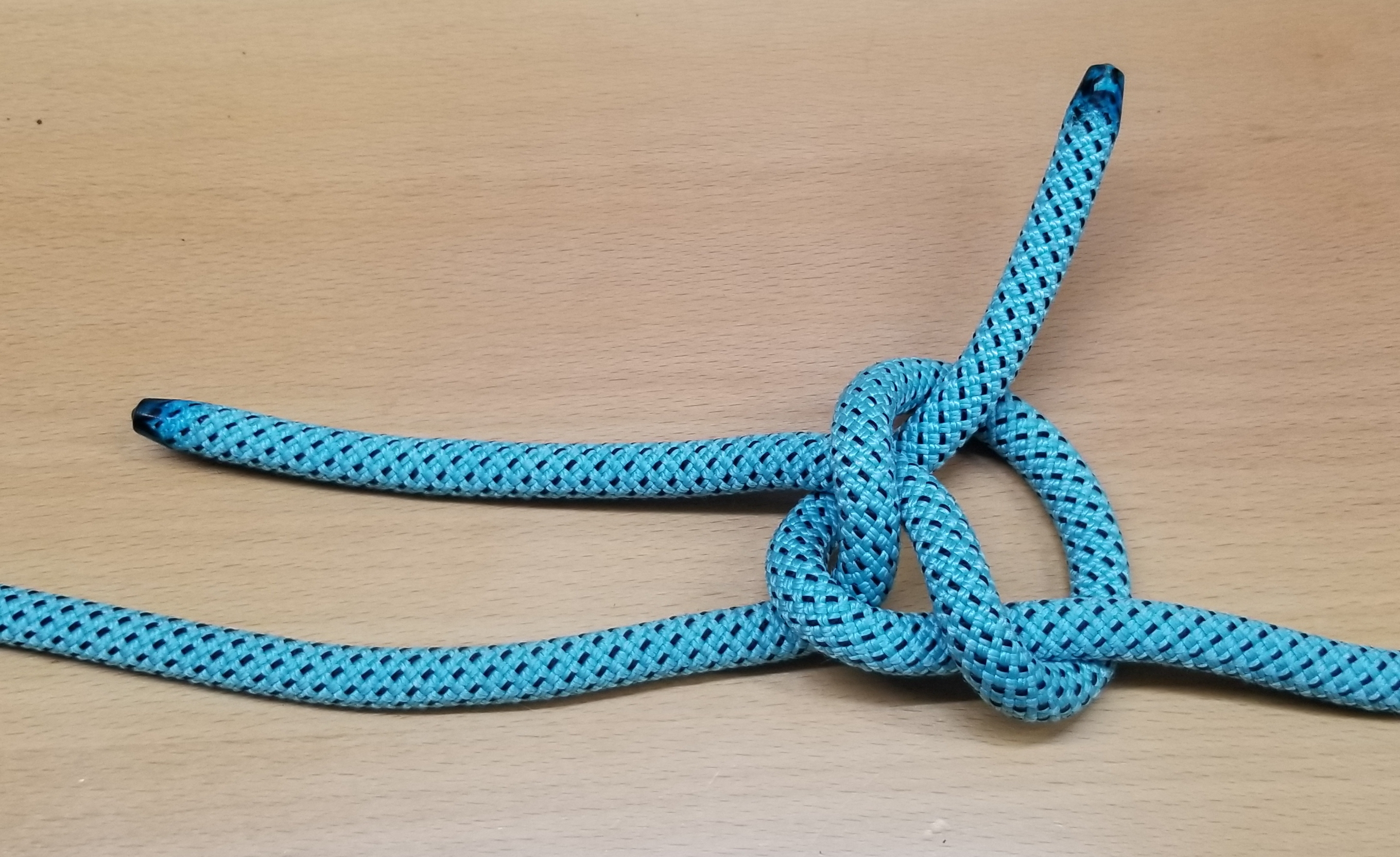
Der Schotstek in einer anderen Weise geknüpft, ergibt den Bademantelschnur-Knoten
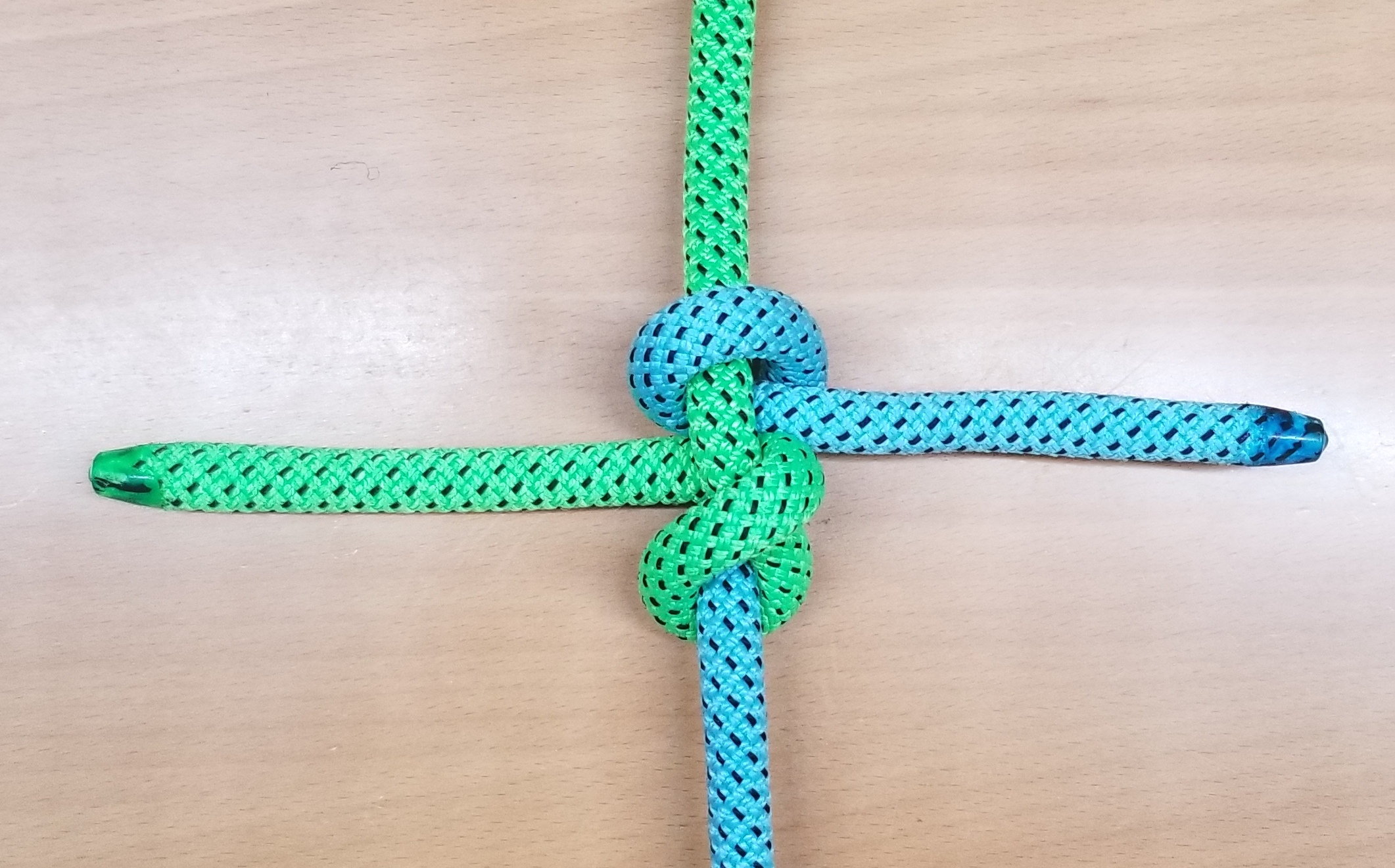
Auch wenn der Harnischknoten unter Zug steht, kann er festgezogen werden
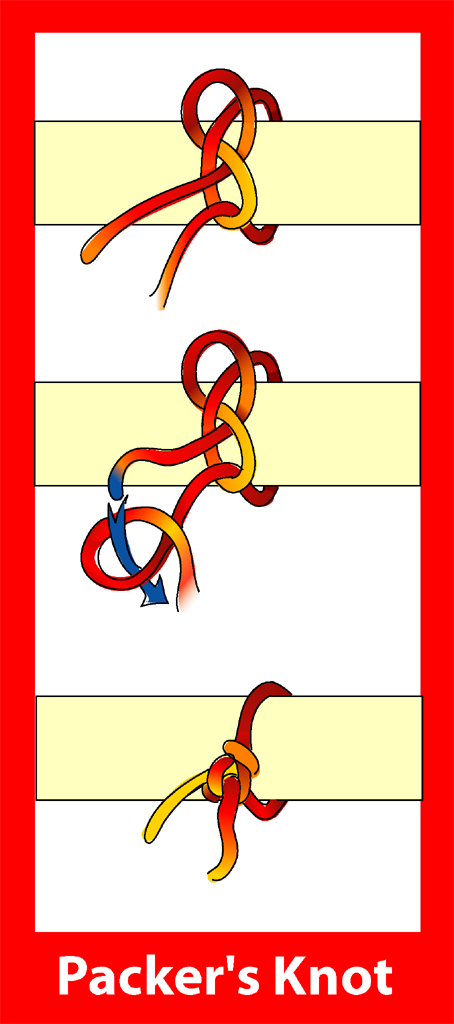
Der Packerknoten besteht aus einem Achtknoten, der um die stehende Part gebunden wird. Er kann dicht festgezogen werden und lockert sich gewöhnlich nicht, wenn man den Quertörn bzw. halben Schlag macht
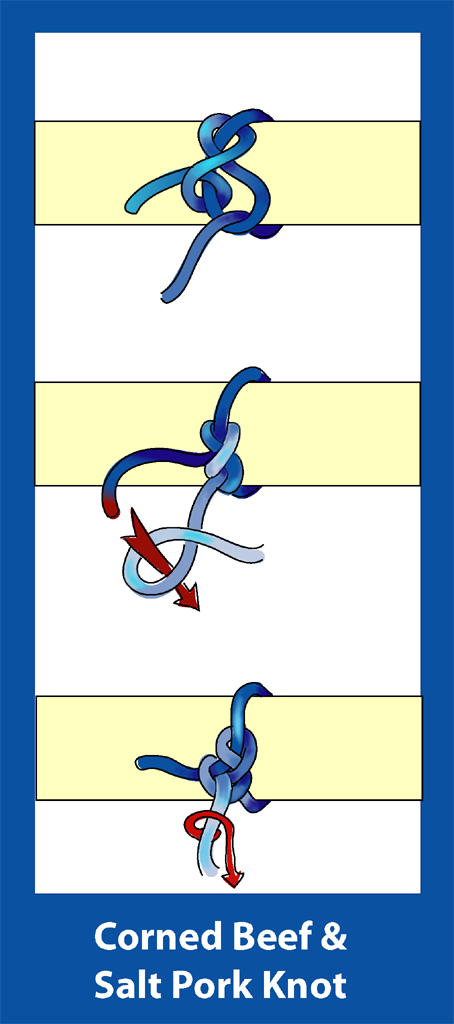
Der Corned Beef- und Pökelfleischknoten ist der um die eigene stehende Part gebundene Gordingsknoten

### Zwei- oder mehrmals um einen Gegenstand herumgeführt und die Seilenden sind unter den Windungen verstaut

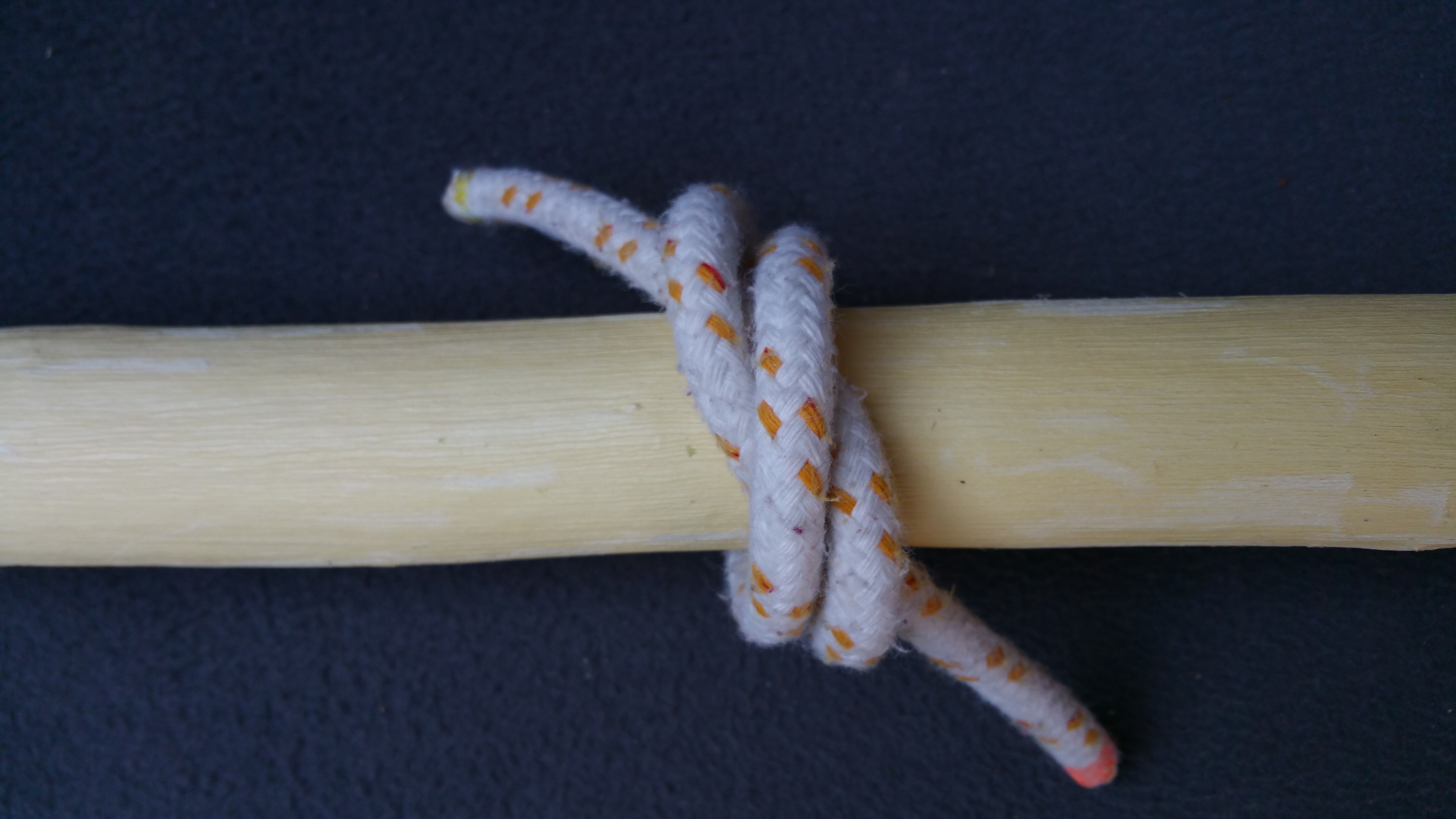
Schnürknoten (Ashley #1239)
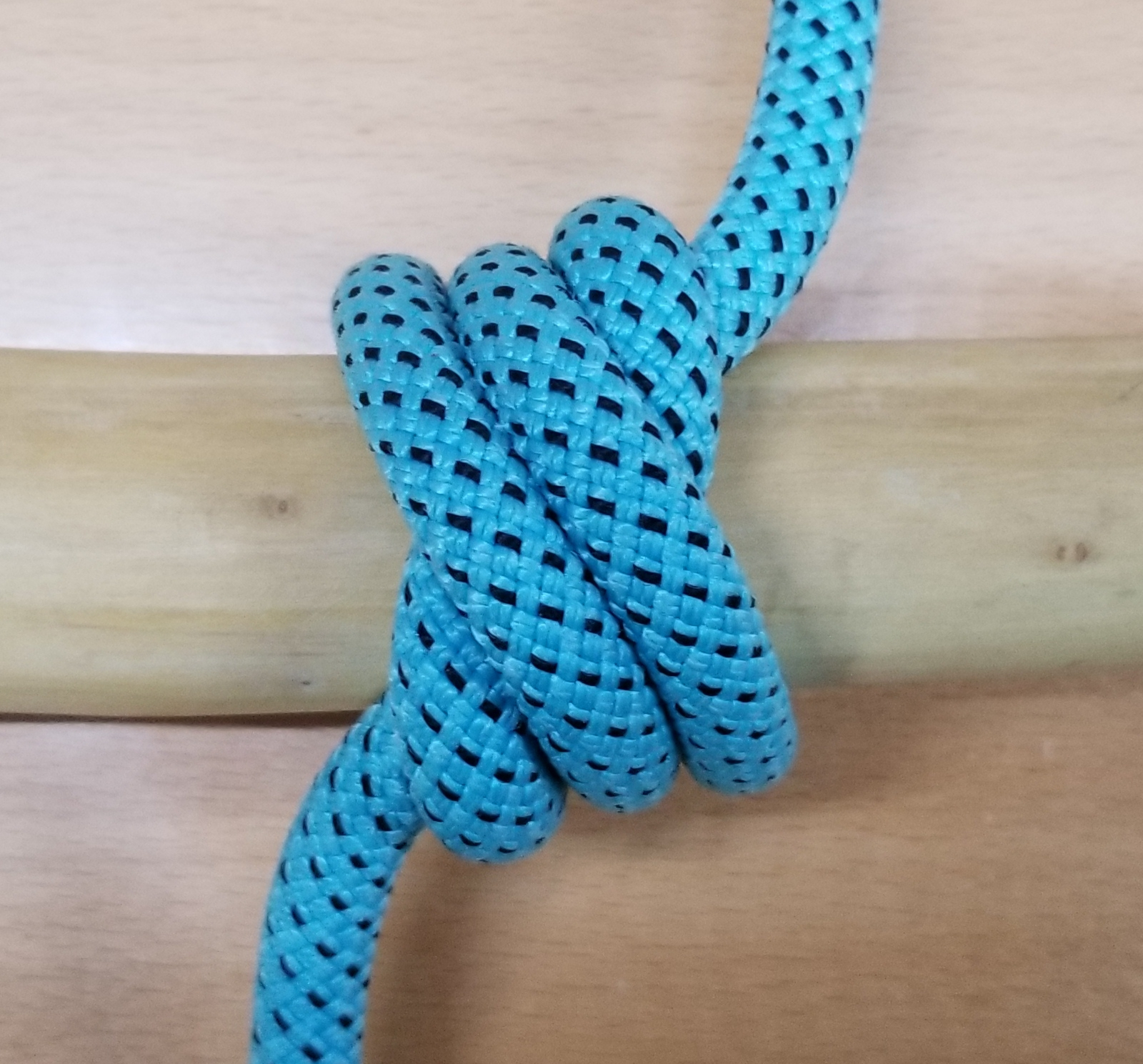
Schnürknoten mit einem zusätzlichen Törn (Ashley #1240). So mit einem und erst recht mit zwei zusätzlichen Törns gibt er einen ausgezeichneten provisorischen Takling ab.
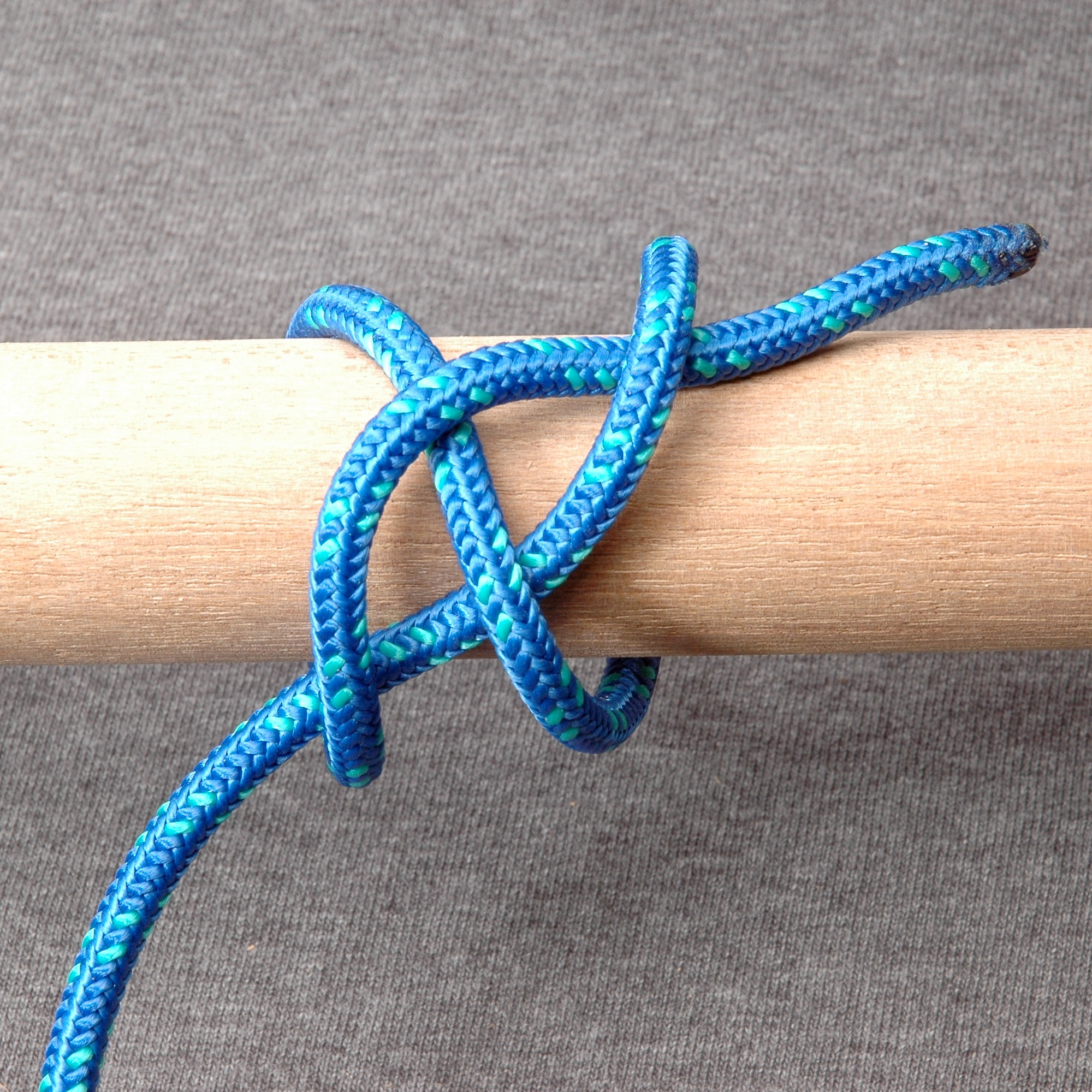
Sack-/Müllerknoten[5] (Ashley #1241)[6]. Der Sackknoten, aus früherer Zeit als der Beutelknoten, ist ein ziemlich guter Bindeknoten. Jeder dieser Müllerknoten kann anstatt mit einem Tampen mit einer Bucht oder Schlaufe abgeschlossen werden. Das macht aus ihnen einen wieder schnell lösbaren Knoten und bewahrt die Säcke vor Schäden, die beim Aufschneiden der Schnur entstehen können.
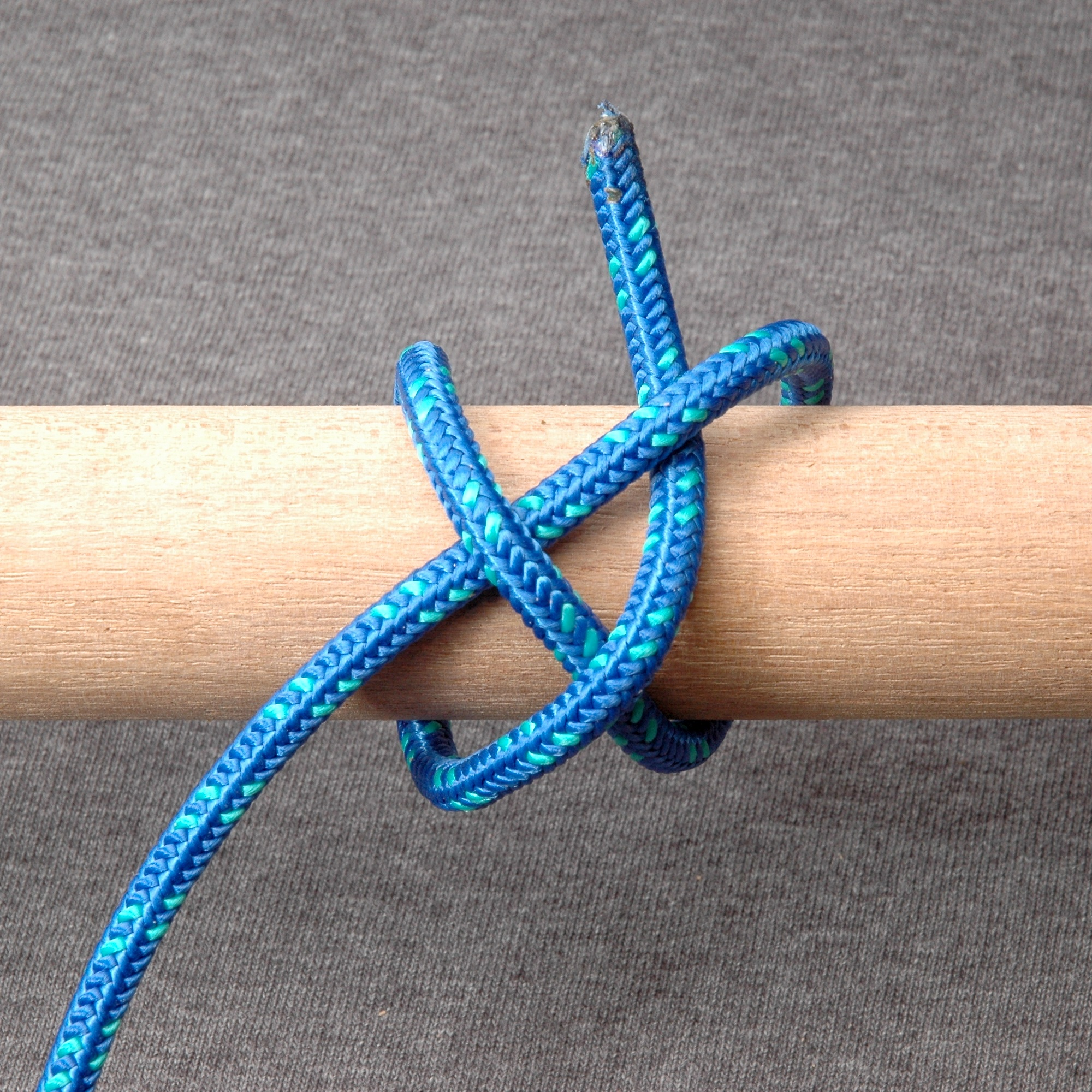
Müllerknoten (Ashley #1242)
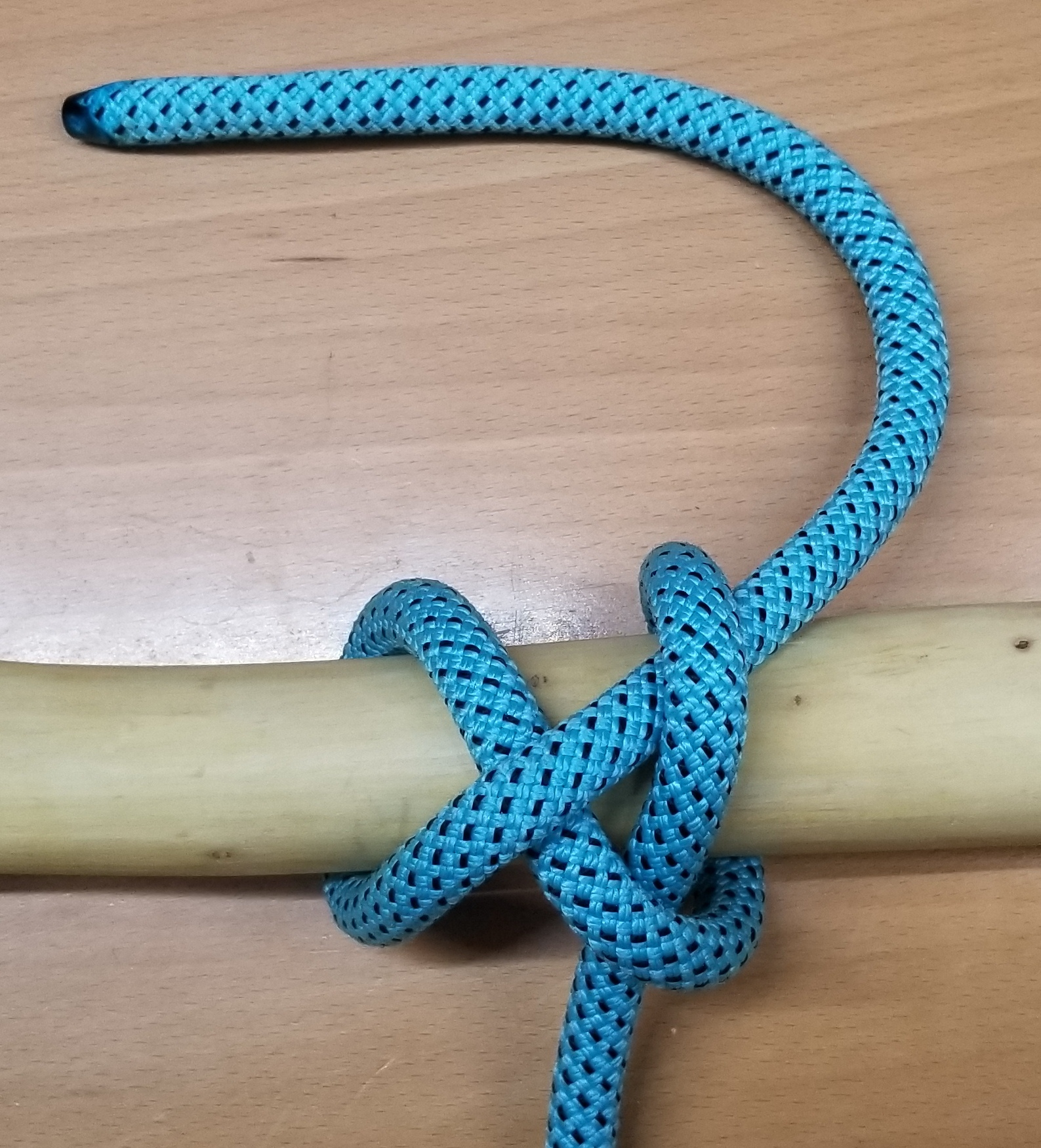
Grundleinenstek[7][8], Müllerknoten (Ashley #1243), Sackknoten, Fangleinen- oder Feldwachestek.
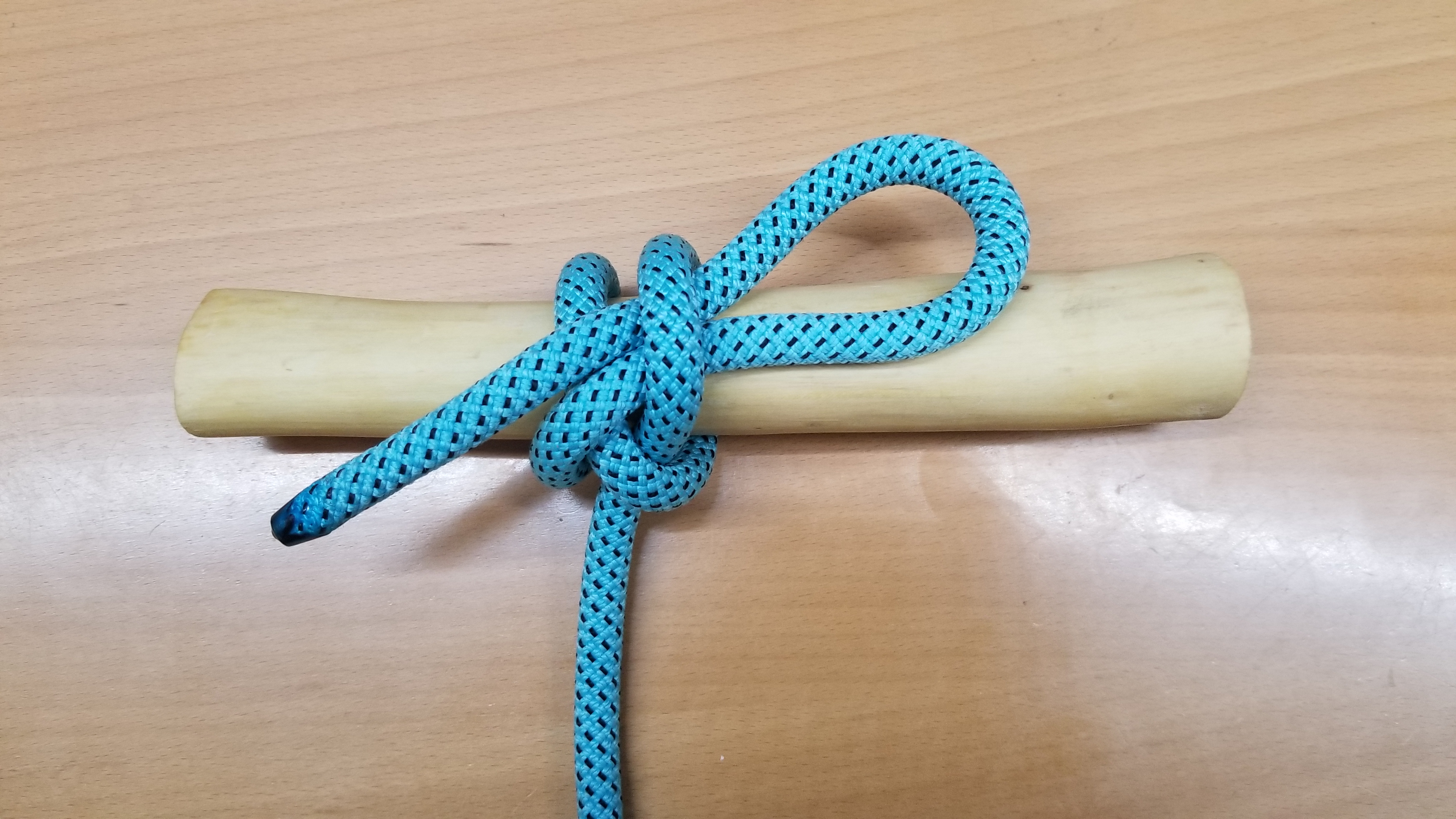
Müllerknoten (Ashley #1243) mit Slip. Jeder der Müllerknoten kann auf Slip gelegt werden
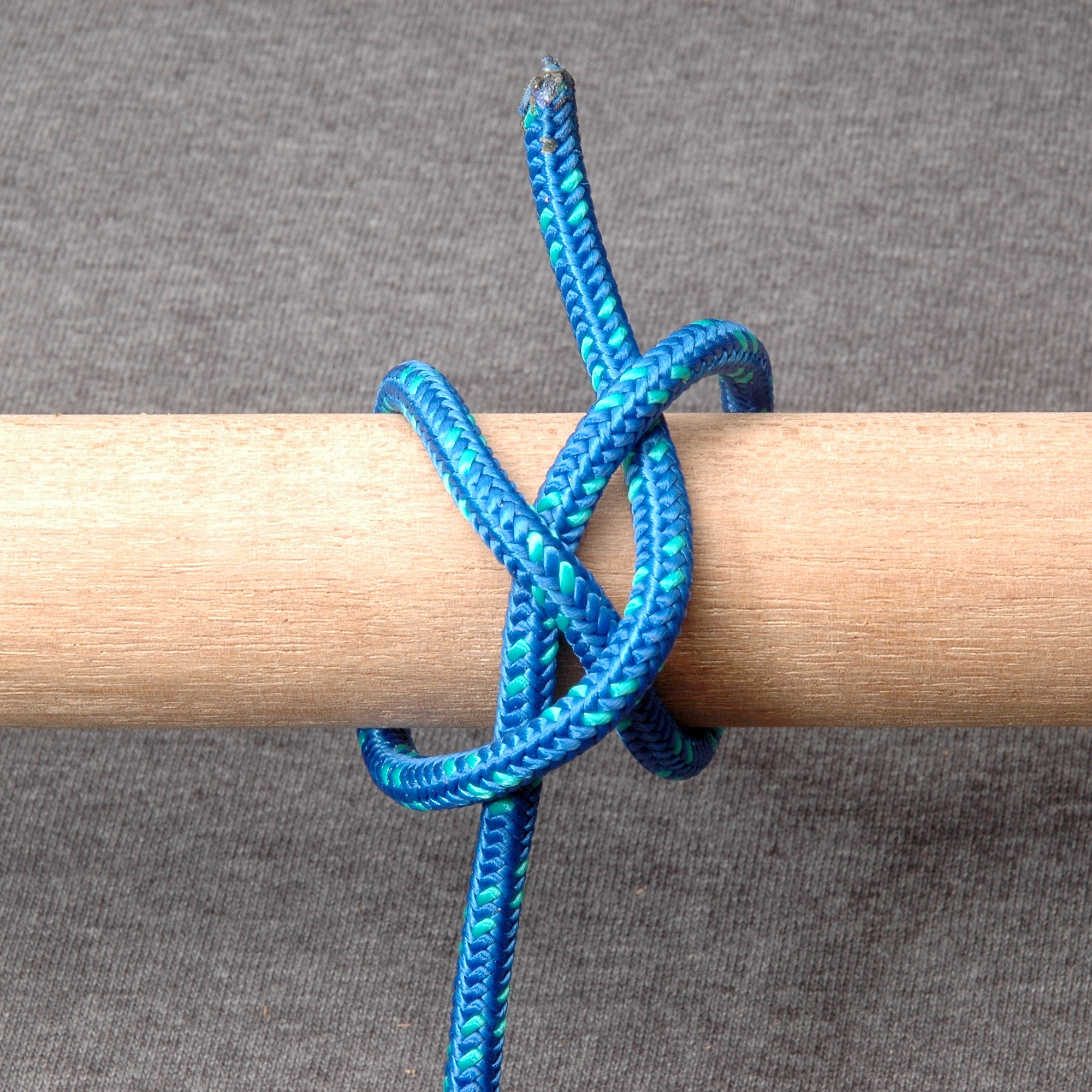
Beutelknoten[9][1] (auf Slip gelegt hat er die Ashley #1244). Dieser Müllerknoten zieht sich besser zusammen, als die bisher genannten Müllerknoten und ist sehr praktisch.[1] Als Festmacherknoten wird er Spierenschlag genannt und ist ein Kreuzknoten (ABOK #1187).
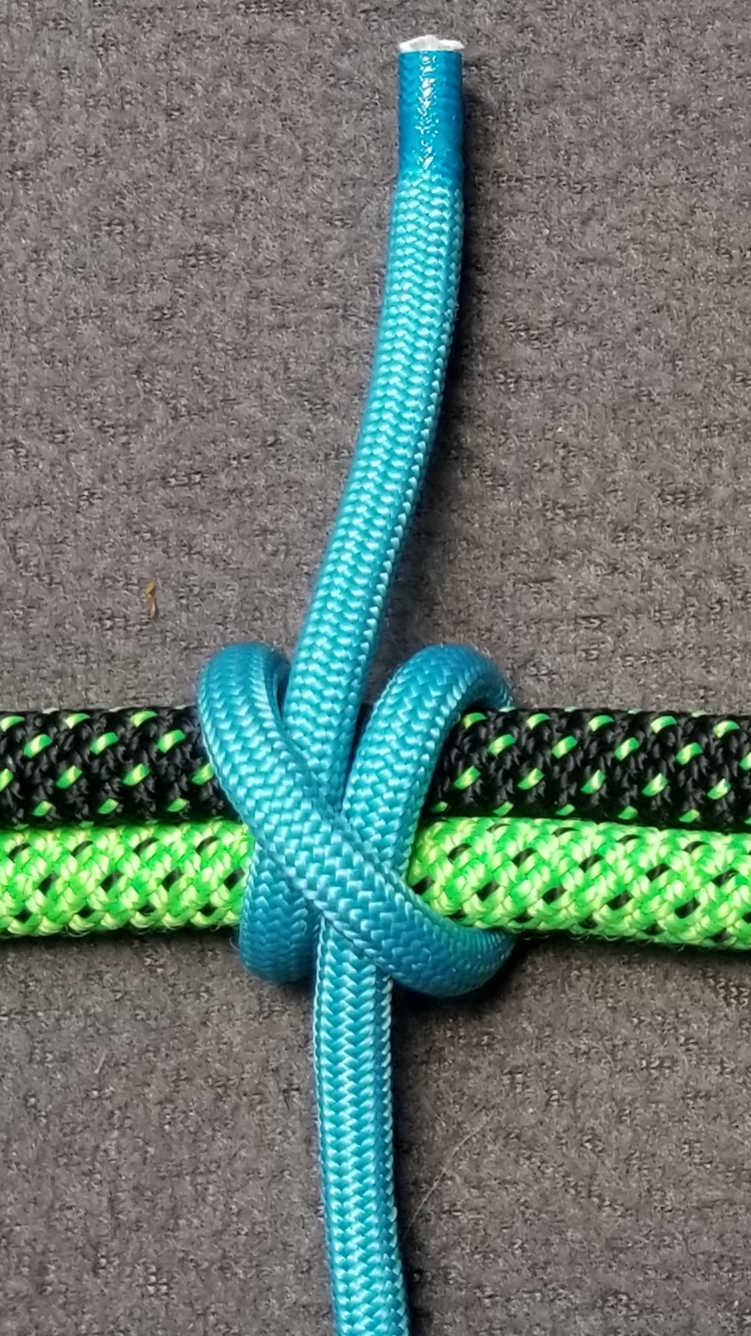
Der Webeleinenstek (Ashley # 1245) ist ein guter Kreuzknoten, aber kein so guter Bindeknoten, obwohl er für diesen Zweck oft verwendet wurde.
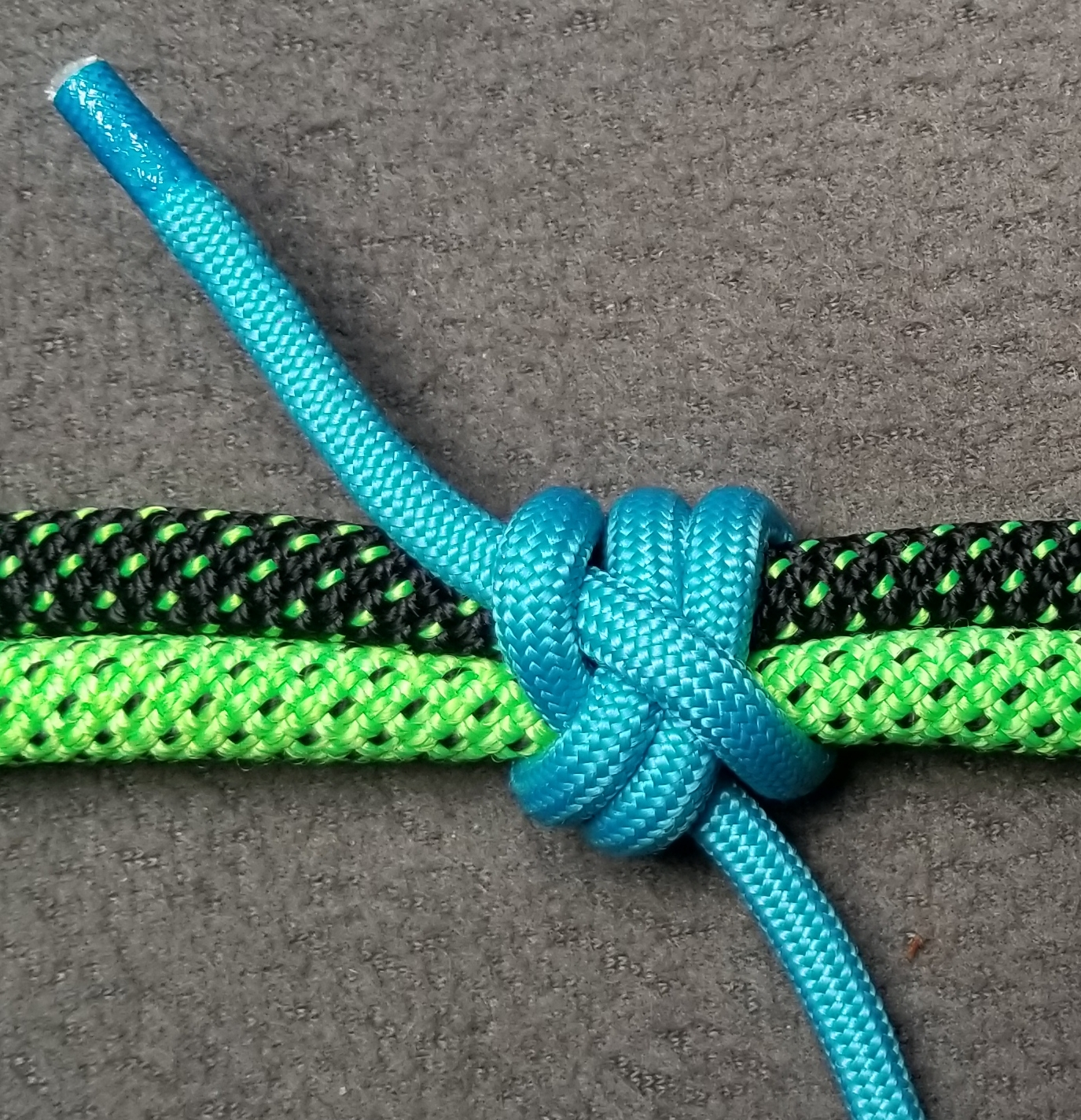
Der Netzleinenstek (Ashley #1246) von Looe hält zwei Leinen mit entgegengesetztem Schlag zusammen.
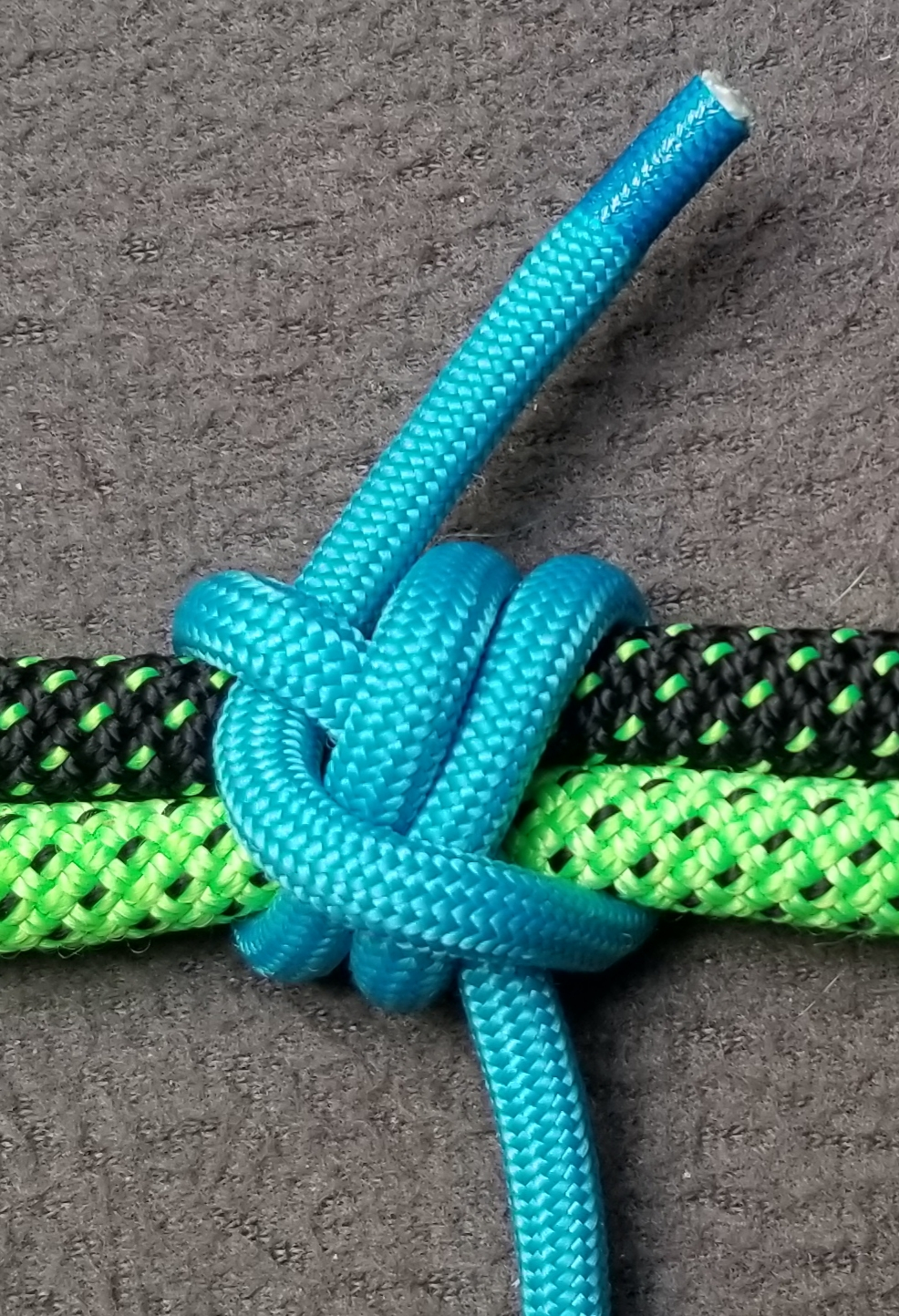
Der Netzleinenstek  (Ashley #1247) von Clovelly dient demselben Zweck wie der vorherige Knoten
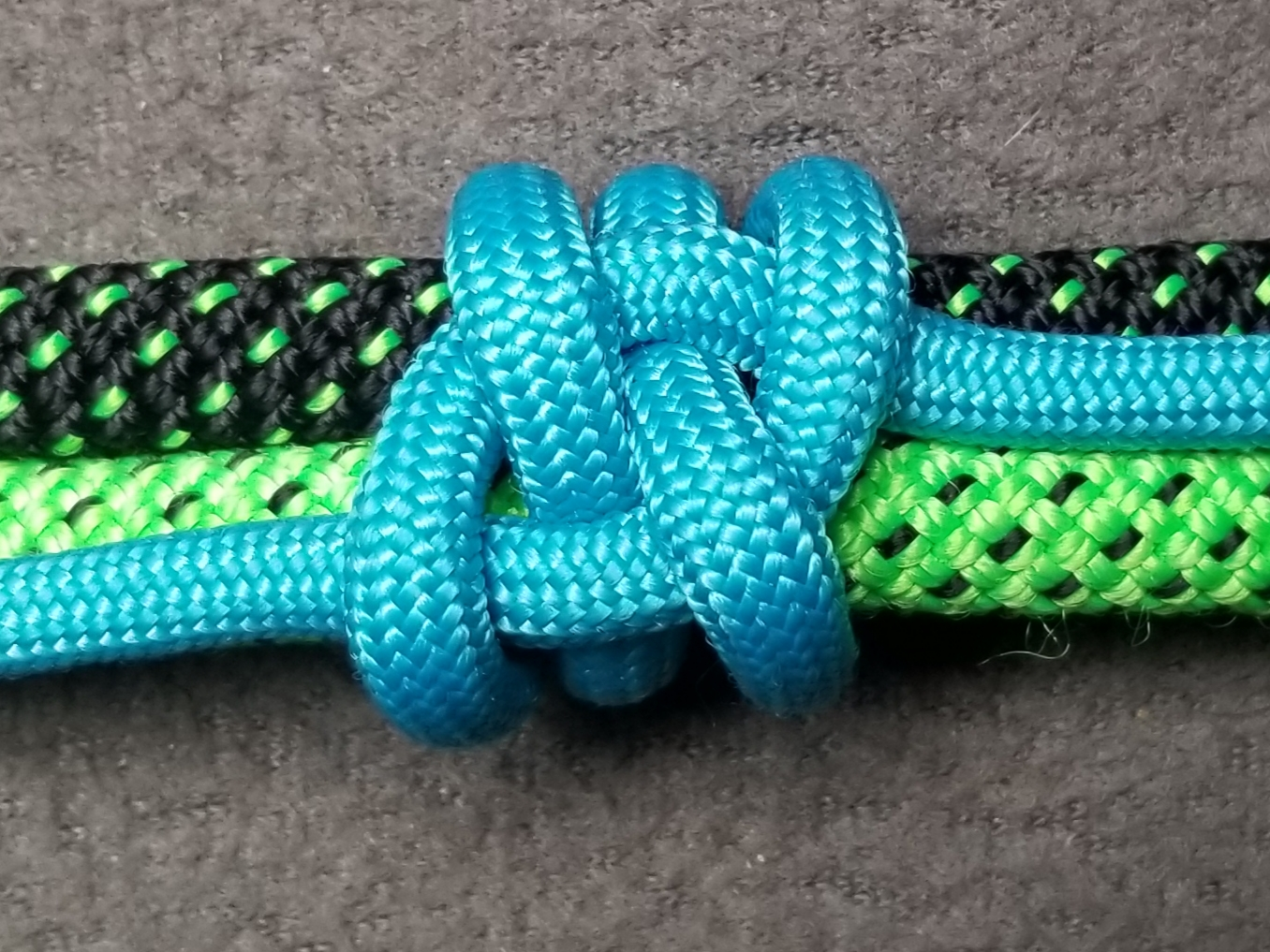
Der Eskimo Fischspeer-Lasching (Ashley1248) ist ein fester und dekorativer Bindeknoten, der mit dem Schnürknoten (siehe oben) eng verwandt ist.
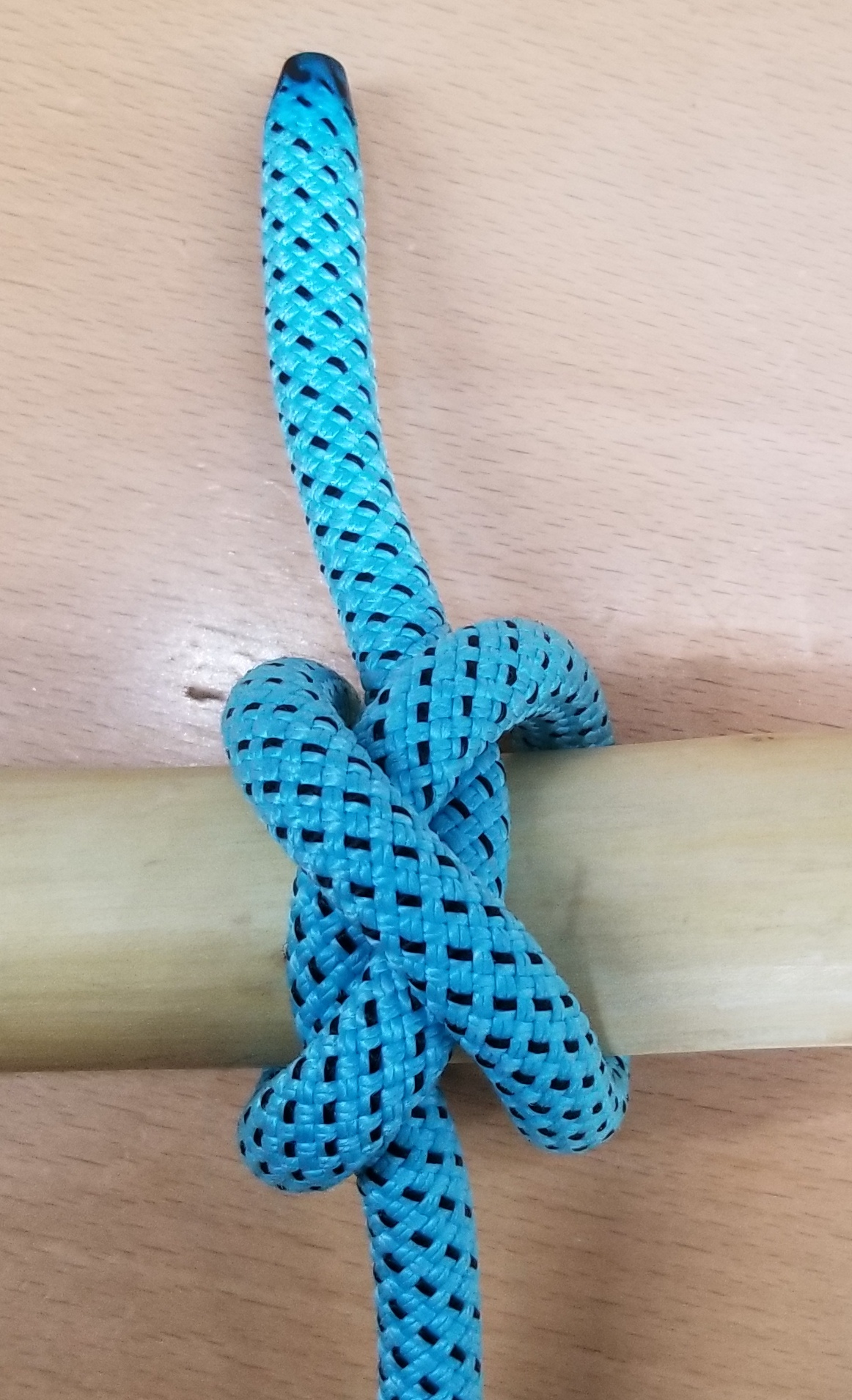
Würgeknoten (Ashley #1249)
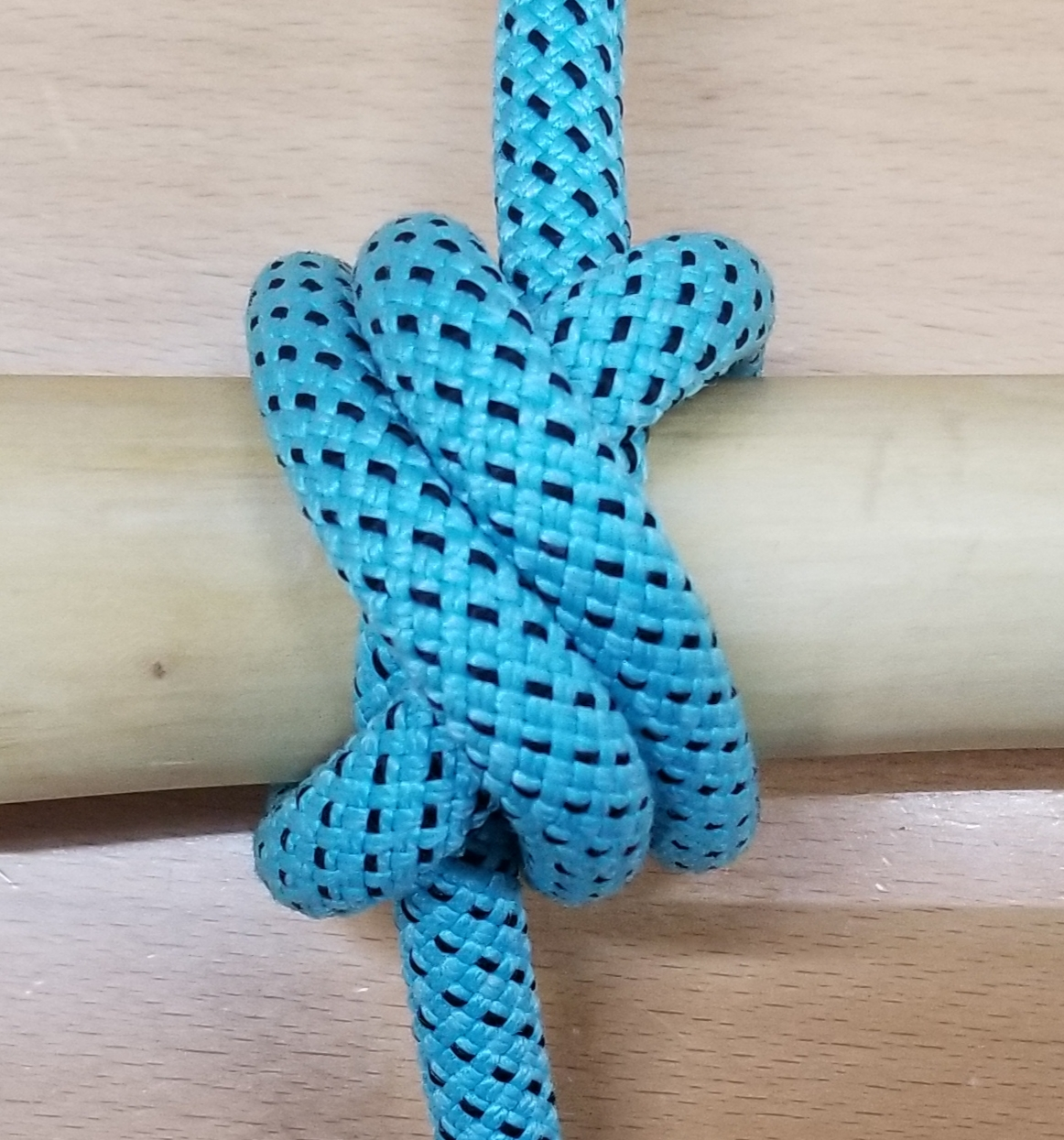
Doppelter Würgeknoten (ABOK # 1252). Würgeknoten mit Extratörn
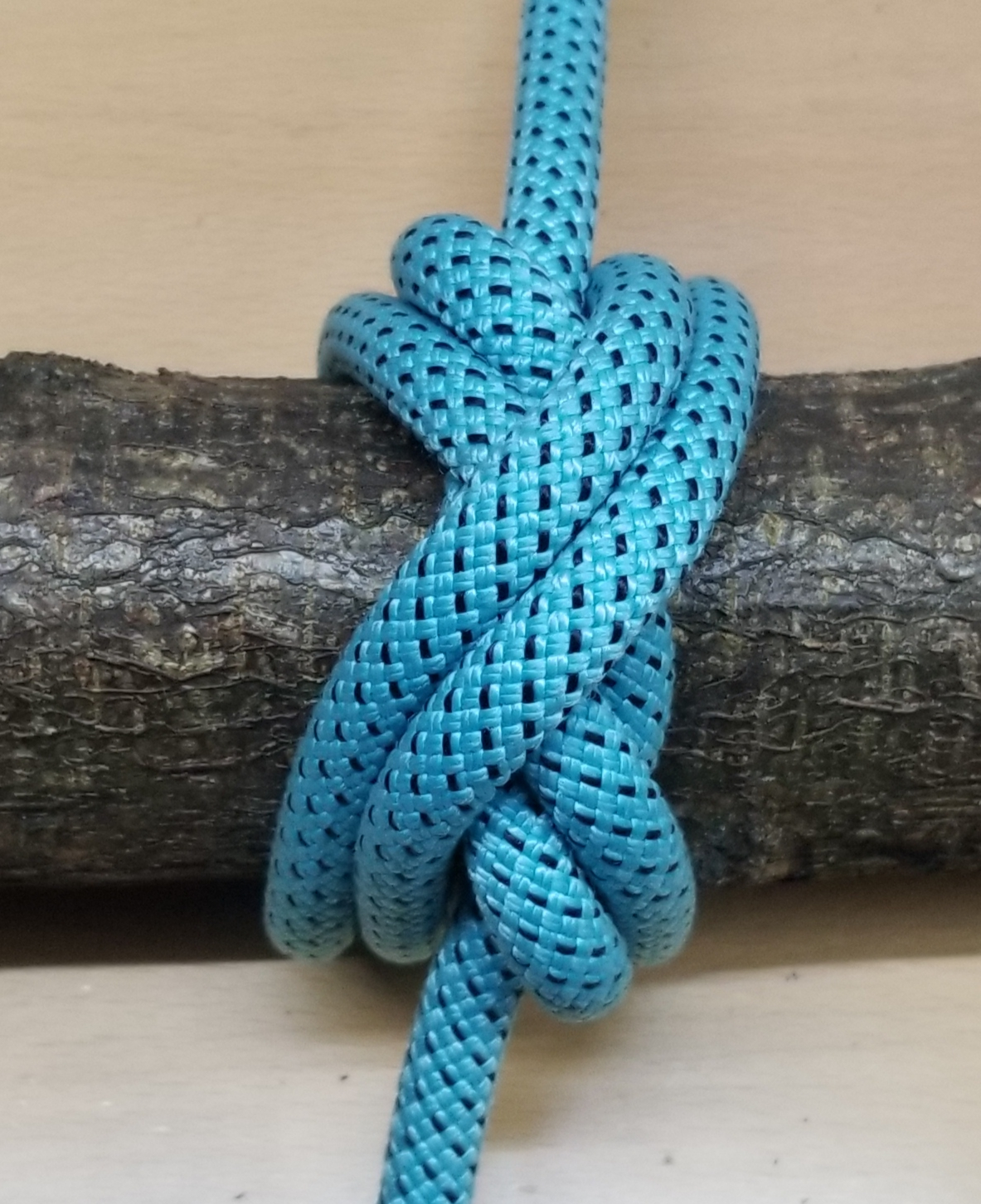
Für dickere zylindrische Objekte eignet sich der Boa-Knoten
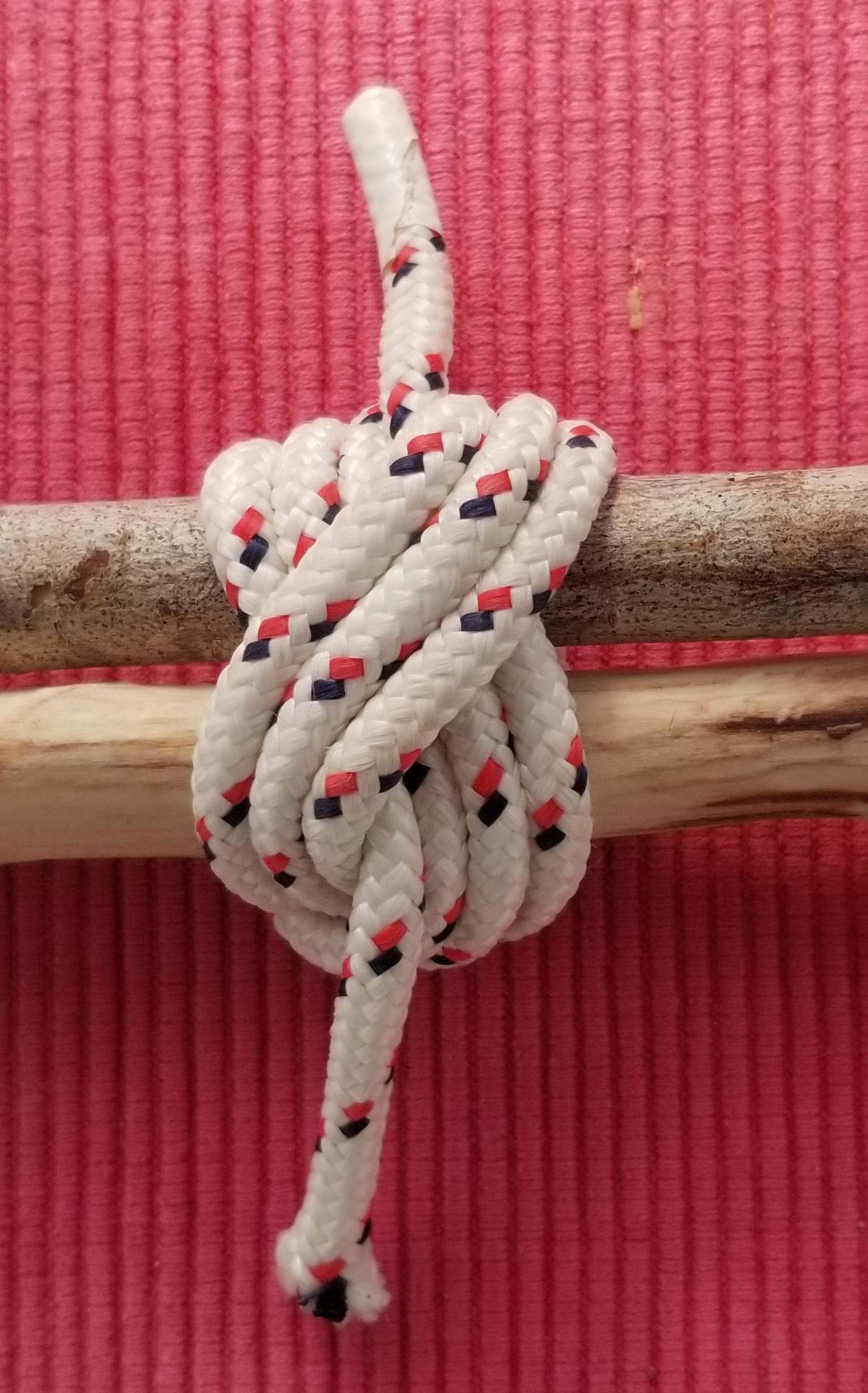
Geflochtener Türkischer Bund (2 Führungen x 3 Buchten x 3 Lagen)
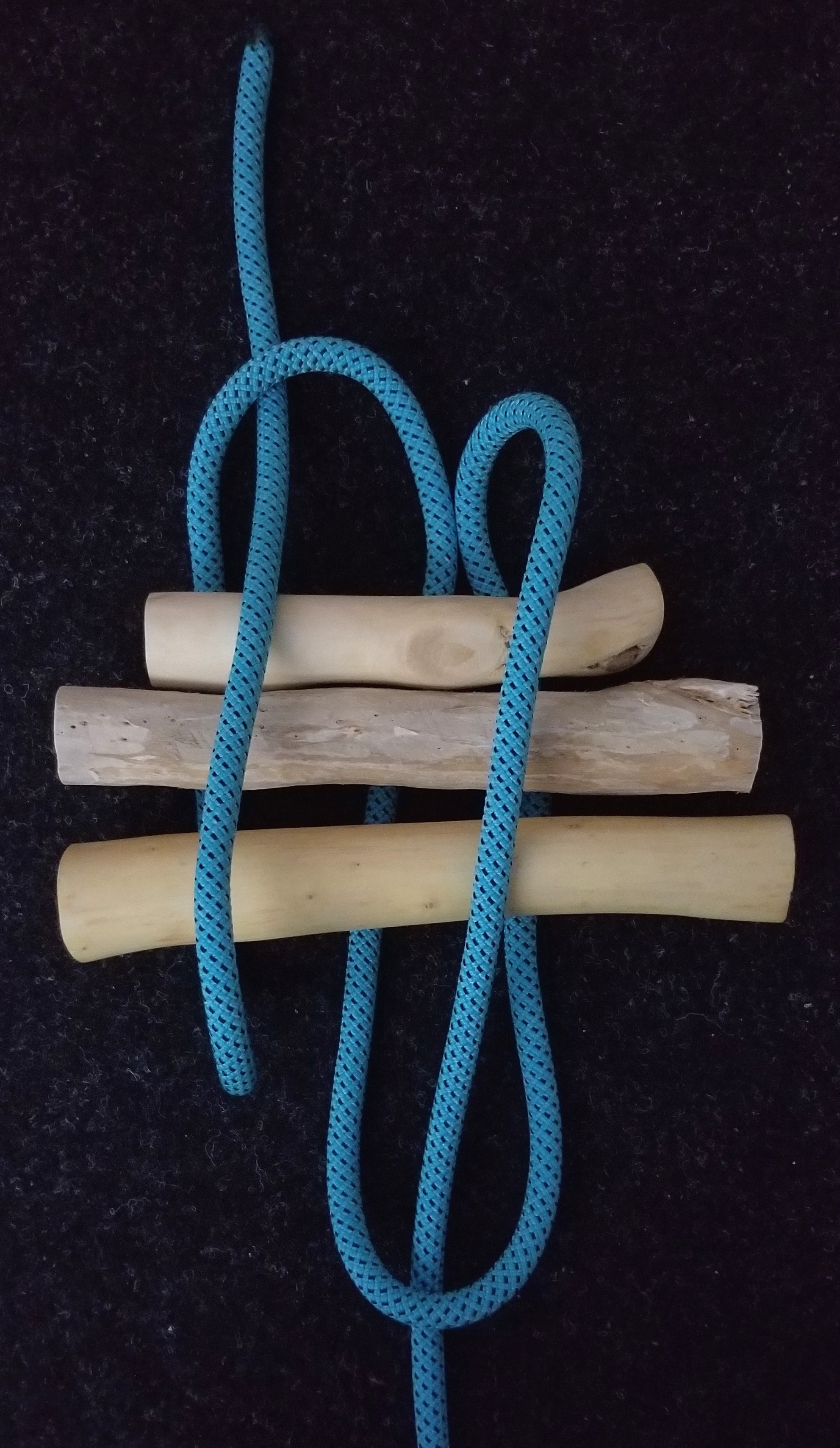
Stangenlasching für das Zusammenbinden von langen Stangen.
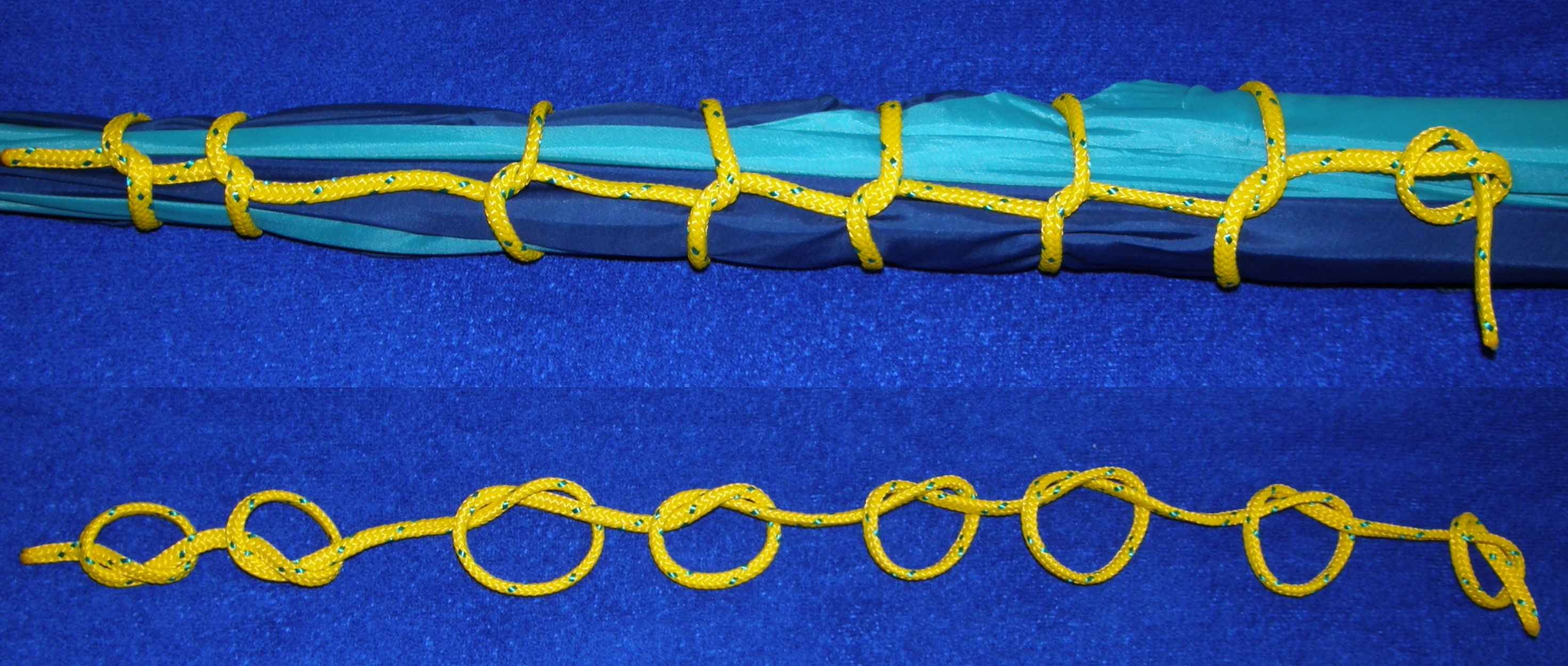
Dieser Marlschlag besteht aus einer Reihe Törrns um ein Segel mit halben Schläge, die um die Leine geknüpft sind. Nach dem Abstreifen bleiben Überhandknoten übrig (im Bild unten).
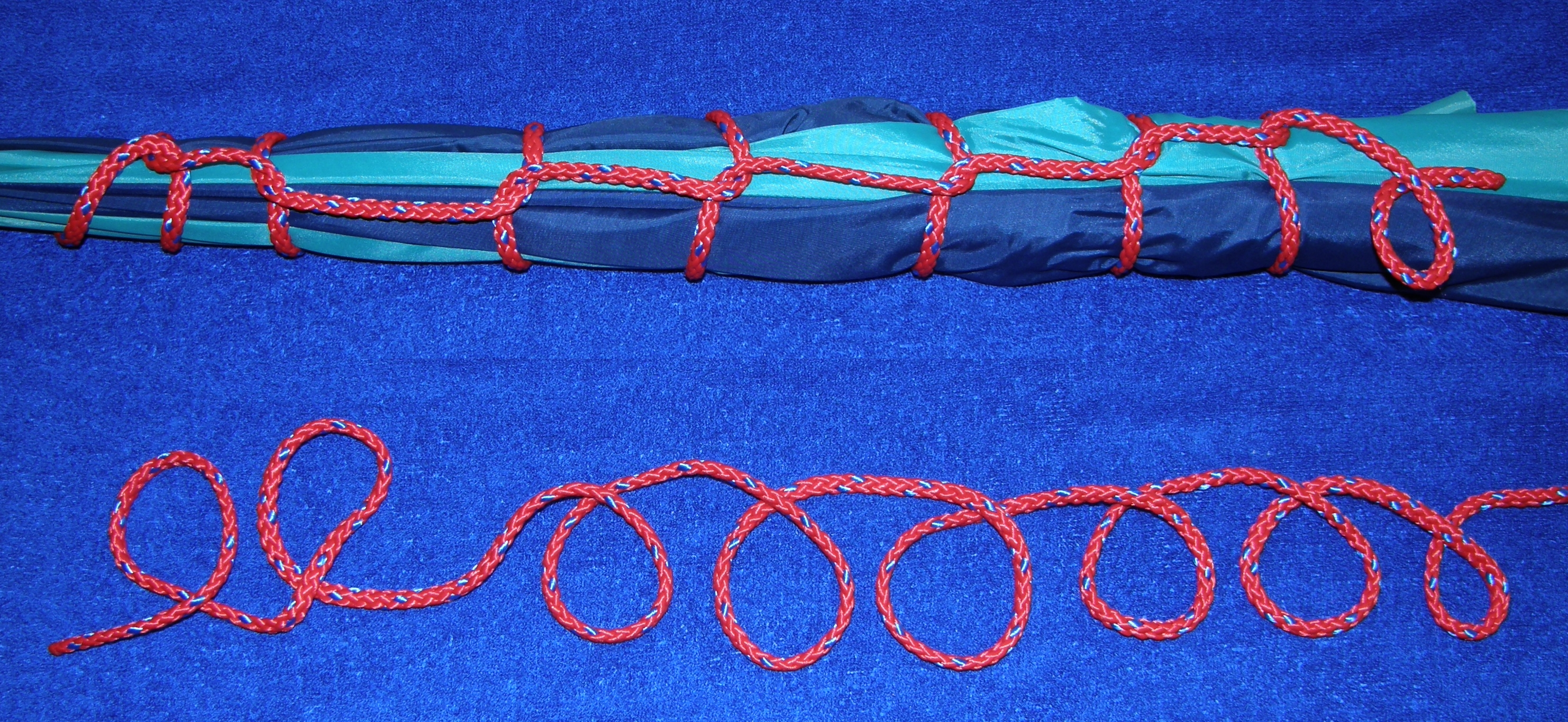
Beim Augen-Zurring sind es dagegen halbe Schläge, die um das Segel gewickelt sind. Nach dem Abstreifen bleiben Augen übrig (im Bild unten).
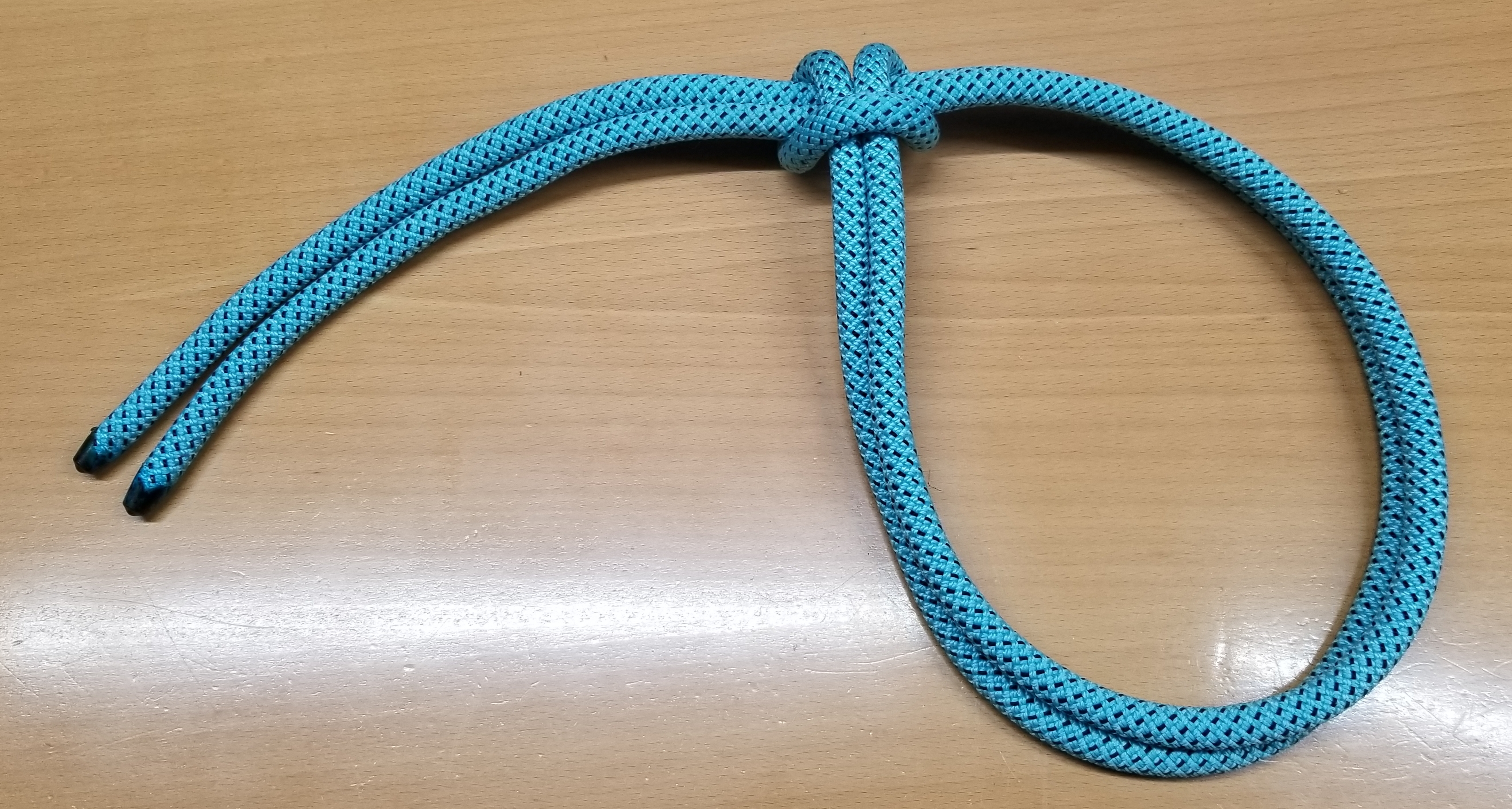
Der Ankerstich in einer anderen Weise geknüpft, ergibt einen Seilgürtelknoten.
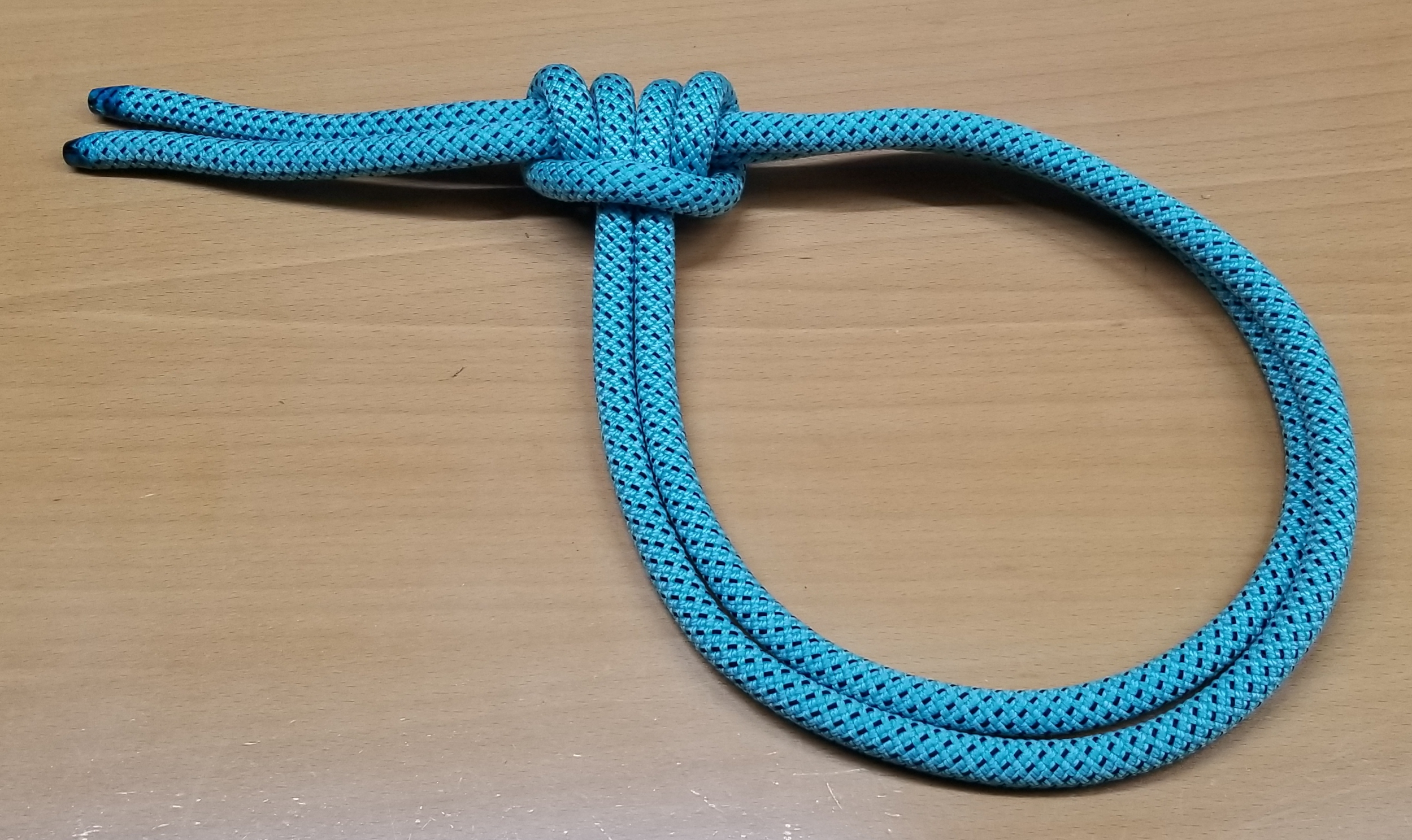
Den Ankerstich auf den Prusikknoten erweitert, ergibt einen sich stärker bekneifenden Seilgürtelknoten.
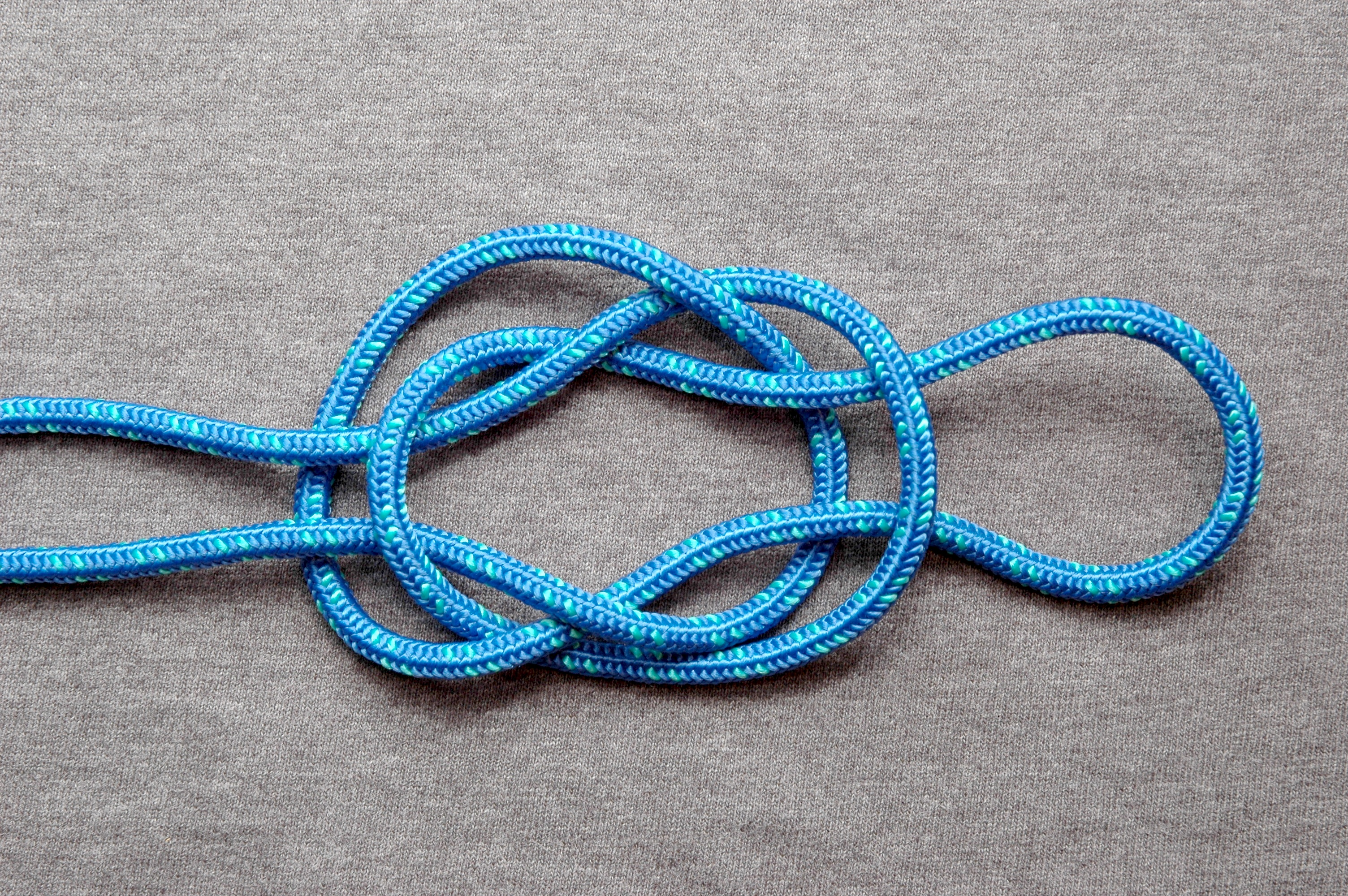
Der Bootsmannsmaatenknoten[14], auch Flaschenknoten[15] genannt, dient zum Befestigen und Transport von Flaschen, Kannen und Krügen und ähnlichen Gegenständen mit einem runden Wulst.

## Liste von Bindeknoten
- Altweiberknoten
- Ashers Ausgleicher
- Augen-Zurring
- Beutelknoten
- Boa-Knoten
- Bademantelschnur-Knoten
- Chirurgenknoten
- Corned-Beef- und Pökelfleischknoten[16]
- Diebesknoten
- Doppelter Achtknoten-Stek[17]
- Grundleinenstek
- Halber Knoten
- Harnischknoten
- Heraklesknoten
- Kreuzknoten
- Kannen-[18][19], Krug-[18][19], Flaschen-[15][18] oder Bootsmannsmaatenknoten[14]
- Kummerknoten[20], bei Ashley = Was-Noch-Knoten (Ashley Nr. 1208 und mit gezeisten Enden Reffleinenknoten Nr. 1495)
- Liebesknoten (Ashley Nr. 798)
- Marlschlag
- Müllerknoten
- Packer-[21][22] oder Packknoten[23]
- Plankenstek[24] (siehe auch Stangenlasching)
- Sackknoten
- Schnürknoten
- Schuhknoten
- Spatenende-Knoten[25]
- Sprossenknoten (Ashley Nr. 1182). Eng verwandt mit dem Würgeknoten
- Stangenlasching
- Takling
- Geflochtener Türkischer Bund (2 Führungen x 3 Buchten)[13]
- Viereckiger Türkischer Bund (4 Führungen x 5 Buchten[26], 5 Führungen x 4 Buchten)[27]
- Würgeknoten
- Doppelter Würgeknoten
- Querholzknoten[28]